# Sperrstelle Waldegg

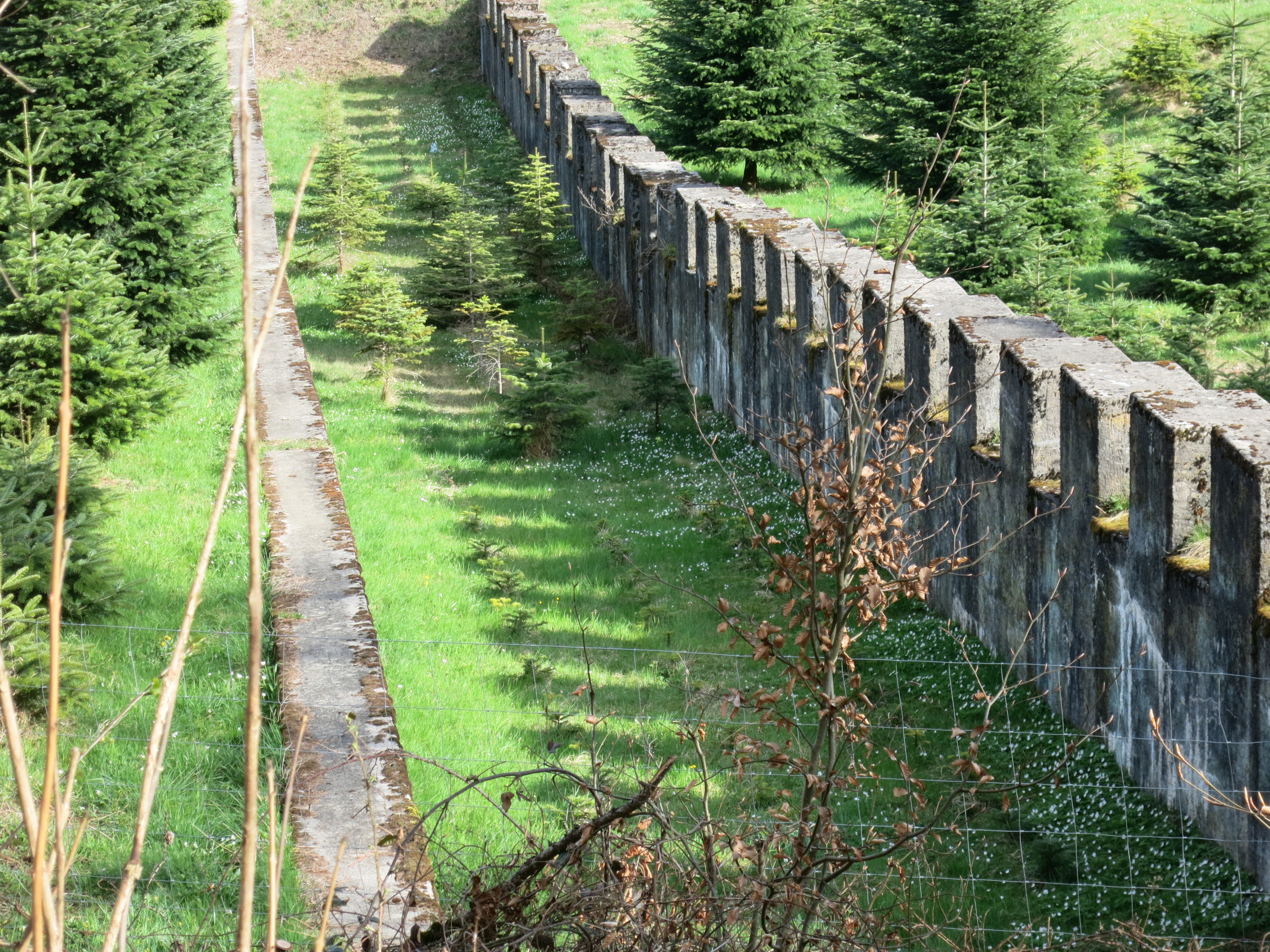
Tankgraben Feldermoos Waldegg von Westen T 2510

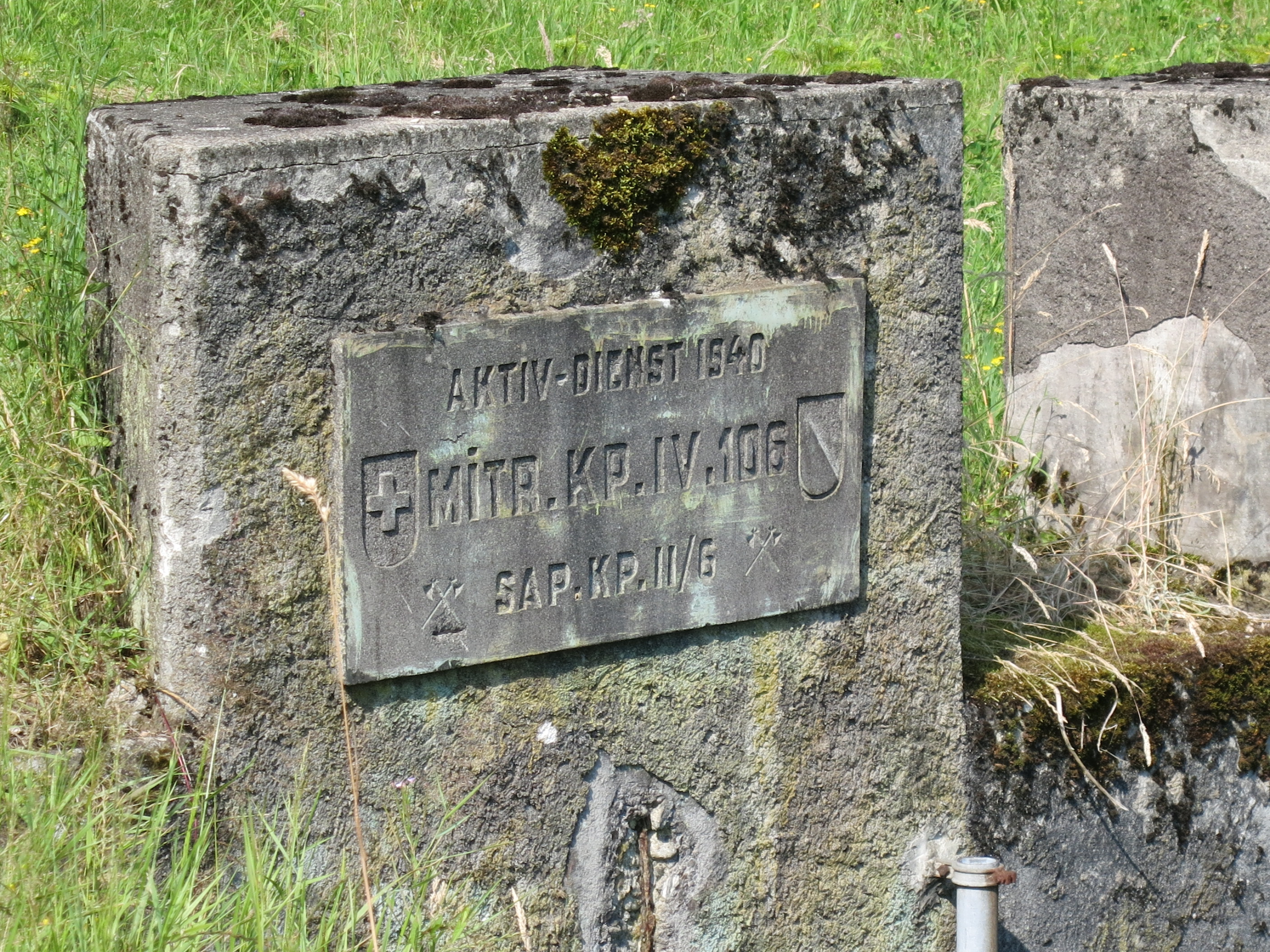
Gedenktafel Tankmauer: Mitr Kp IV/106, Sap Kp II/6

Die Sperrstelle Waldegg (Armeebezeichnung Nr. 5082) war eine im Zweiten Weltkrieg von 1939 bis 1940 errichtete Sperre der Schweizer Armee, um einen gegnerischen Vorstoss in das Reusstal Richtung Gotthard zu verhindern.
Die auf dem Gebiet der Stadt Zürich (Quartier Albisrieden) und der Gemeinde Uitikon liegende Sperrstelle der Limmatstellung gilt als militärhistorisches Denkmal von nationaler Bedeutung. Die Sperrstelle wurde 1988 (Tankgraben usw.) und 1993 (Pulverhausstrasse) deklassiert und aufgehoben.

## Geschichte
Der Waldegg-Übergang ist von historisch-strategischer Bedeutung. Nach der Ersten Schlacht von Zürich von 1799 besetzten französische und österreichische Truppen diese Linie.
Einen Monat nach Beginn des Zweiten Weltkriegs befahl General Guisan mit dem «Operationsbefehl Nr. 2» am 4. Oktober 1939 den Armeeaufmarsch aus der Bereitschaftsstellung in die Limmatstellung. Mit der Verbindung Sargans – Walensee – Zürichsee – Limmat – Bözberg – Hauenstein wurde sie zur ersten Verteidigungslinie der Schweizer Armee bei einem Angriff aus dem Norden. Diese wurde ab 27. September 1939 inklusive der Sperrstelle Waldegg befestigt.
Der drei Kilometer breite Abschnitt der 6. Division zwischen Uetliberg, Waldegg und Urdorfer Senke bestand aus einem tiefgestaffelten System von Wechselstellungen, das an der Limmat begann und hinter der Reppisch aufhörte. Es gab keine verbunkerten Waffenstellungen, dafür befestigte Truppenunterstände. Nur durch die offene Urdorfer Senke verlief eine Tanksperre mit 18 betonierten Waffenständen. Die Sperrstelle Waldegg gehörte zum Gebiet der Festung Uetliberg, wo über 100 beschusssichere normierte Unterstände und Kavernen vor einem gegnerischen Artillerieeinsatz oder Fliegerangriff geschützt hätten. Sie waren Teil der Hauptabwehrstellung auf den bewaldeten Höhen südlich der Stadt Zürich und der Limmat.
Die Sappeurkompanie II/6 (Sap Kp II/6) der 6. Division unter Hauptmann Kollbrunner baute neben der Festung Uetliberg zusammen mit der Mittrailleurkompanie IV/106 (Mitr Kp IV/106) 1940 das wichtigste Geländerpanzerhindernis (GPH) der Sperre, einen fast 70 Meter langen und 5 Meter breiten Tankgraben im Bereich Waldegg-Feldermoos sowie Unterstände, weitere GPHs und Strassensperren. Die südliche, feindabgewandte Seite der Stützmauer des Tankgrabens ist ein Meter höher und kreneliert.
Vier Mannschaftsunterstände standen am Waldrand oberhalb Albisrieden (A 4907, 4908, 4909, 4910). Zwei GPH und vier Strassensperren verstärkten den Übergang der Hauptstrasse zwischen Albisrieden/Triemli und Birmensdorf/Landikon. Entlang der Nebenstrassen von der Waldegg Richtung Buchhoger (Westen) und Uetliberg (Osten) gab es mehr als zwei Dutzend Unterstände, ein GPH (Betonpfostenhindernis) und eine Strassenbarrikade (Pulverhausstrasse).
Die Sperren auf der Waldegg waren nicht wie üblich durch Infanteriebunker geschützt, sondern sie umgrenzten ein Zielgebiet für einen konzentrierten Artillerieeinsatz. 18 Batterien mit 72 Kanonenrohren in grösstenteils offenen Feldartilleriestellungen im Raum Ringlikon (Brand), Birmensdorf (Haslen, Maas, Ramerenwald, Risi, Egg, Schüren, Löffler), Bonstetten (Hörglen), Oberlunkhofen (Matteried) und Bremgarten (Hegnau) in einer lockeren, schachbrettartigen Form und gut getarnt aufgestellt, konnten ihr Feuer in diesen «Käfig» leiten, aber auch bis nach Zürich, Wallisellen, Rümlang, Dielsdorf, Lägern wirken sowie den Limmatübergängen von Wipkingen und Dietikon Artilleriefeuerschutz geben.

### Artilleriestellungen

#### Artilleriestellungen Uitikon

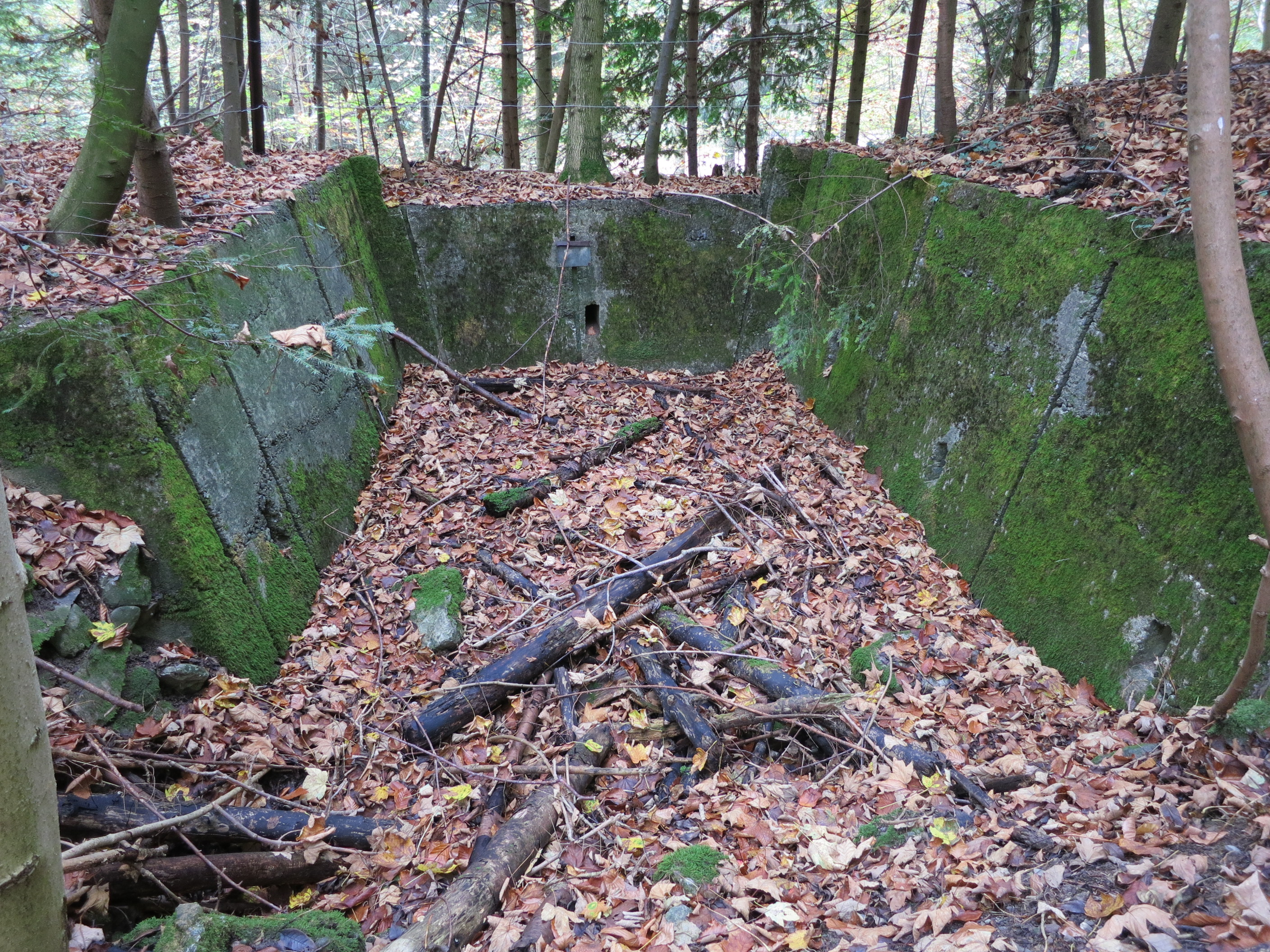
Artillerieschild 7.5-cm-Feldkanone «Im Brand» A 4969 Ringlikon-Uitikon

- Artillerieunterstand «Oel» A 4967: Brandweg, Ringlikon ⊙
- Artillerieschild 7.5-cm-Feldkanone «Im Brand» A 4968: Brandweg, Ringlikon ⊙
- Artillerieschild 7.5-cm-Feldkanone «Im Brand» A 4969: Brandweg / Grillplatz, Ringlikon ⊙
- Unterstand «Ella» A 4979 Zopfstrasse Ringlikon		⊙
- Geschützstand «Chleibtel» A 4980 12-cm-Feldhaubitzen FHb, Zopfstrasse Ringlikon		⊙
- Unterstand «Bartlos» A 4981 Langwiesstrasse, Ringlikon		⊙
- Geschützstand «Kiesgrube» A 4982 12-cm-Feldhaubitzen FHb, Langwiesstrasse Ringlikon		⊙

#### Artilleriestellungen Birmensdorf und Umgebung
- Geschützstand 7.5-cm-Feldgeschütz Im Stocken A 4983 Stallikerstrasse ⊙
- Artillerieunterstand «Stöck» A 4984: Haslen, Birmensdorf ⊙
- Artillerieschild «Maas» A 4985: Haslen, Birmensdorf ⊙
- Unterstand/Telefonzentrale Trumpf A 4986 Schwandenweg		⊙
- Geschützstand 7.5-cm-Feldgeschütz Mooswald A 4987 Mooswald		⊙
- Unterstand Nell A 4988 Rütistrasse 		⊙
- Unterstand König A 4989 Sternen		⊙
- Geschützstand 7.5-cm-Feldgeschütz A 4990 Sternen		⊙
- Geschützstand 7.5-cm-Feldgeschütz Mooswald A 4991 Maas		⊙
- Artillerieunterstand «Bickel» A 4992: Maas, Birmensdorf ⊙

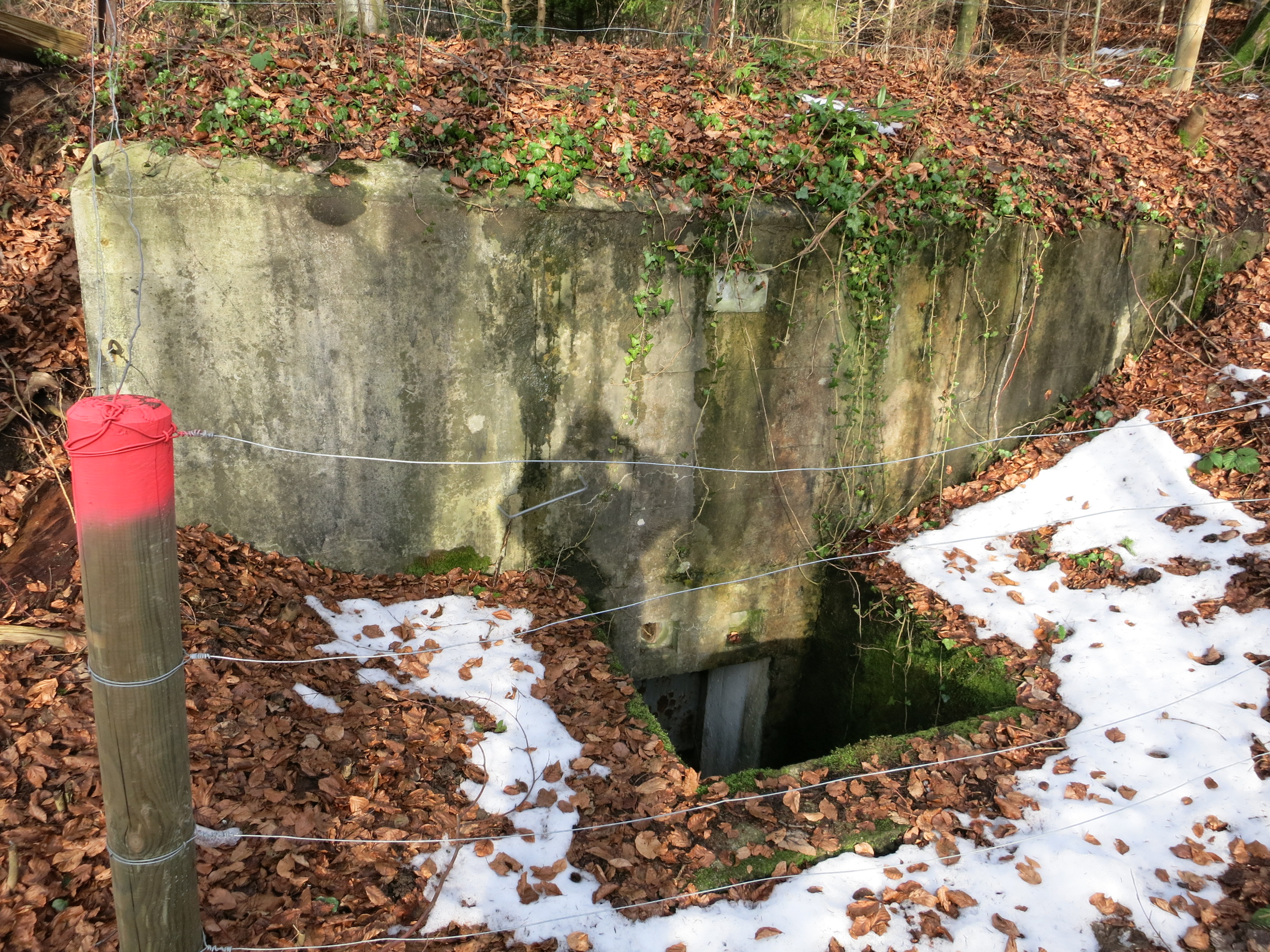
Unterstand «Stöck» A 4984 Haslen, Birmensdorf

- Artillerieschild «Mooswald» A 4993: Maas, Birmensdorf ⊙
- Geschützstand 7.5-cm-Feldgeschütz Mooswald A 4994 Ober Risi		⊙
- Unterstand Ass A 4995 Ober Risi		⊙
- Unterstand «Hell» A 5003 Schäflibach ⊙
- Geschützstand 7.5-cm-Feldgeschütz  A 5004 Rameren, Stierenmatt  (zugeschüttet)		⊙
- Unterstand Anna A 5005 Rameren, Stierenmatt (zugeschüttet)		⊙
- Geschützstand 7.5-cm-Feldgeschütz  A 5006 Rameren, Stierenmatt  (zugeschüttet)		⊙
- Artillerieunterstand «Paula» A 5007: Rameren, Birmensdorf ⊙
- Geschützstand 7.5-cm-Feldgeschütz  A 5008 Rameren, Stierenmatt  (zugeschüttet)		⊙
- Geschützstand 7.5-cm-Feldgeschütz  A 5009 Rameren, Zürcherstrasse  (zugeschüttet)		⊙
- Unterstand Abend A 5010 Rameren, Zürcherstrasse (zugeschüttet)		⊙
- Geschützstand 7.5-cm-Feldgeschütz  A 5011 Rameren, Zürcherstrasse  (zugeschüttet)		⊙
- Unterstand Mittag A 5012 Rameren (zugeschüttet)		⊙
- Geschützstand 7.5-cm-Feldgeschütz A 5013 Rameren  (zugeschüttet) ⊙
- Geschützstand 7.5-cm-Feldgeschütz  A 5014 Rameren  (zugeschüttet) ⊙
- Unterstand Risi A 5016 Moorhau		⊙
- Bunker für 4.7-cm-Infanteriekanone Moorhau A 5019  Moorhau ⊙
- Bunker für 4.7-cm-Infanteriekanone Im Emmet A 5020 Steinächerli		⊙
- Bunker für 4.7-cm-Infanteriekanone Im Emmet A 5021 Im Ämet		⊙
- Bunker für 4.7-cm-Infanteriekanone Güpf A 5022 Urdorferstrasse		⊙
- Unterstand/Munitionsmagazin Aesch A 5025 Birmensdorferstrasse Aesch		⊙
- Unterstand Kaufhaus Löffler A 5026 Stierlibergstrasse		⊙
- Geschützstand 7.5-cm-Feldgeschütz  Hof Löffler A 5027 Stierlibergstrasse		⊙
- Geschützstand 12-cm-Feldhaubitze Altenbergerholz A 5029 Gruehalden		⊙
- Geschützstand 12-cm-Feldhaubitze Altenbergerholz A 5030 Gruehalden		⊙
- Geschützstand 12-cm-Feldhaubitze Klingental A 5031 Höllhölzli (zugeschüttet)		⊙
- Geschützstand 12-cm-Feldhaubitze Klingental A 5032 Höllhölzli 		⊙
- Geschützstand 12-cm-Feldhaubitze Klingental A 5033 Höllhölzli 		⊙
- Unterstand Tiger A 5034 Stierliberg ⊙
- Unterstand Löwe A 5035 Unterfeld ⊙
- Unterstand Bär A 5036 Forchhölzli ⊙
- Unterstand Hirsch A 5037 Buehalden ⊙
- Unterstand Wolf A 5038 Buehalden ⊙
- Geschützstand 7.5-cm-Feldgeschütz  A 5039 Schürweidholz ⊙
- Geschützstand 7.5-cm-Feldgeschütz  A 5040 Schürweidholz ⊙
- Unterstand Sturm A 5041 Schürweidholz	⊙
- Unterstand/KP-Anlage Domino A 5044 Egghau (zugeschüttet) ⊙
- Geschützstand 7.5-cm-Feldgeschütz Egg  A 5045 Kammstrasse ⊙
- Unterstand Rose A 5046 Kammstrasse ⊙
- Geschützstand 7.5-cm-Feldgeschütz Egg  A 5047 Kammstrasse (zugeschüttet)		⊙
- Geschützstand 7.5-cm-Feldgeschütz A 5049 Egghau ⊙
- Unterstand Nelke A 5050 Egghau ⊙
- ASU 34 F 20037 Kammstrasse ⊙
- ASU 20 Regiments-KP F 20038 Ättenberg ⊙
- ASU 22 Übermittlungsbunker F 20039 Ettenbergstrasse ⊙
- ASU 21 F 20040 Ättenberg		⊙
- ASU 17 F 20041 Moorhau		⊙
- ASU 18 F 20042 Moorhau		⊙
- ASU 07 F 20043 Ramerenstrasse		⊙
- ASU 01 F 20044 Schwandenweg		⊙
- Munitionskavernen Gom ⊙	,

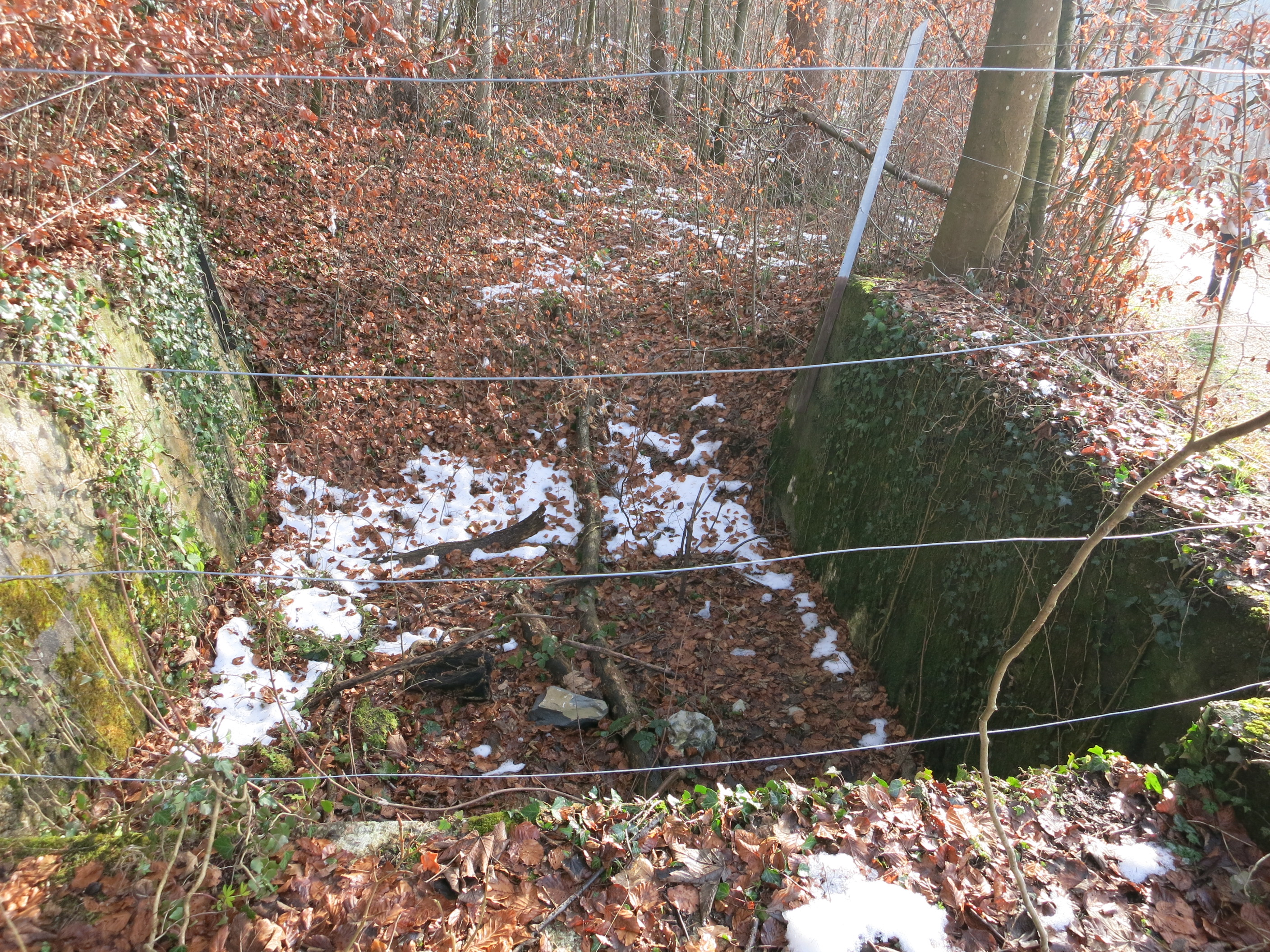
Artillerieschild «Maas» A 4985 Haslen, Birmensdorf
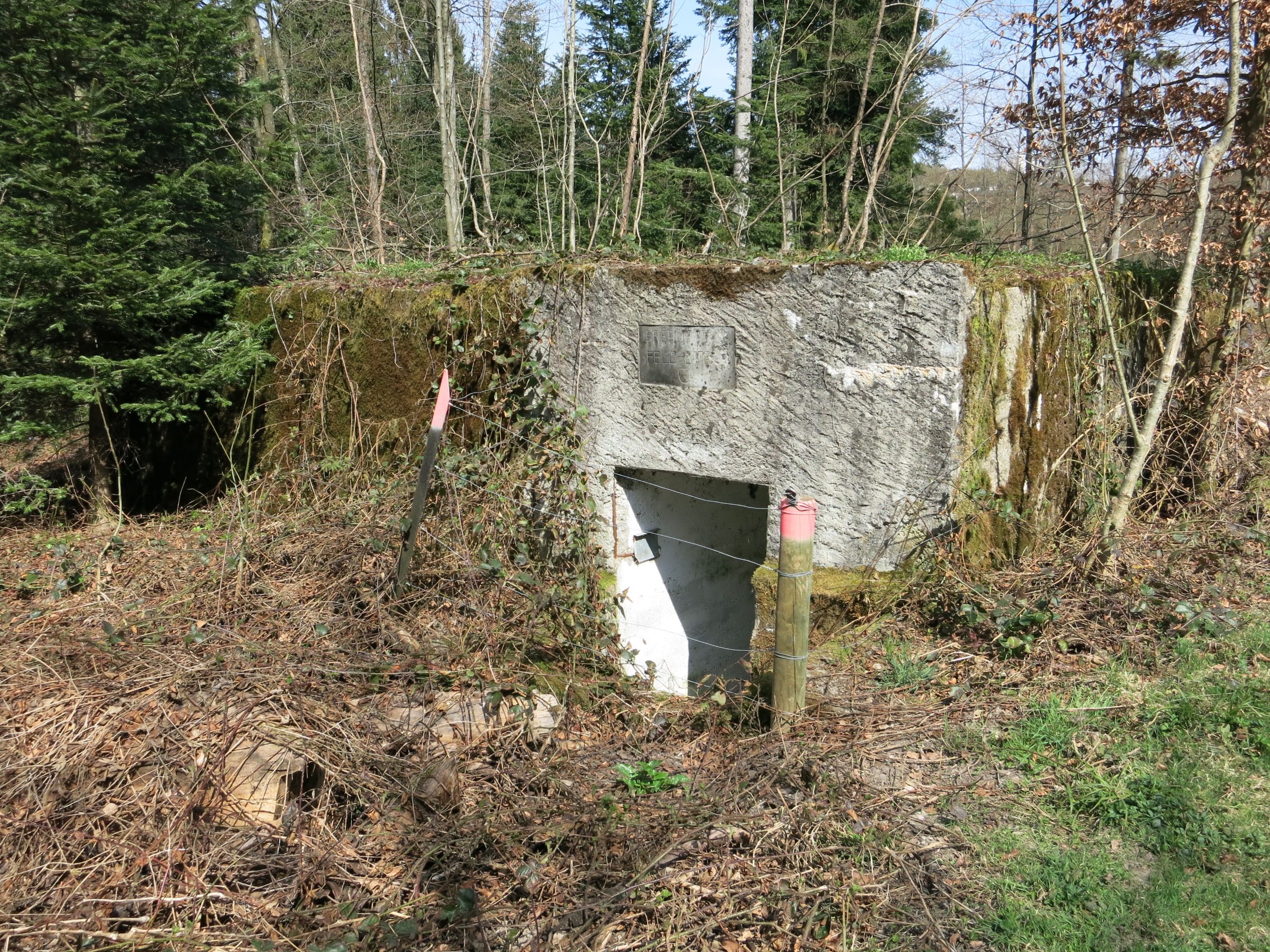
Artillerieunterstand «Paula» A 5007 Rameren, Birmensdorf
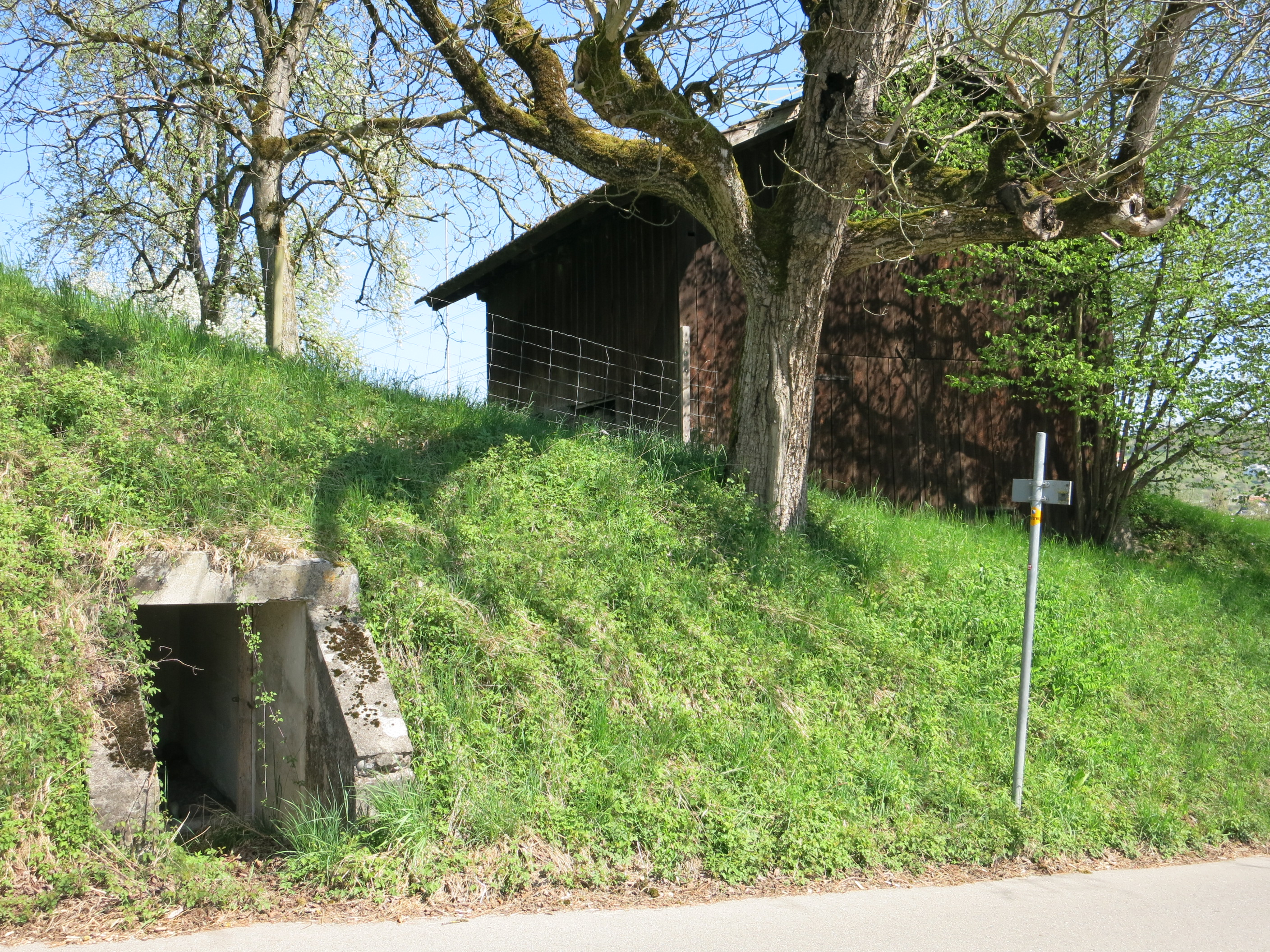
Geschützstand 7.5-cm-Feldgeschütz «Hof Löffler» A 5027, Birmensdorf
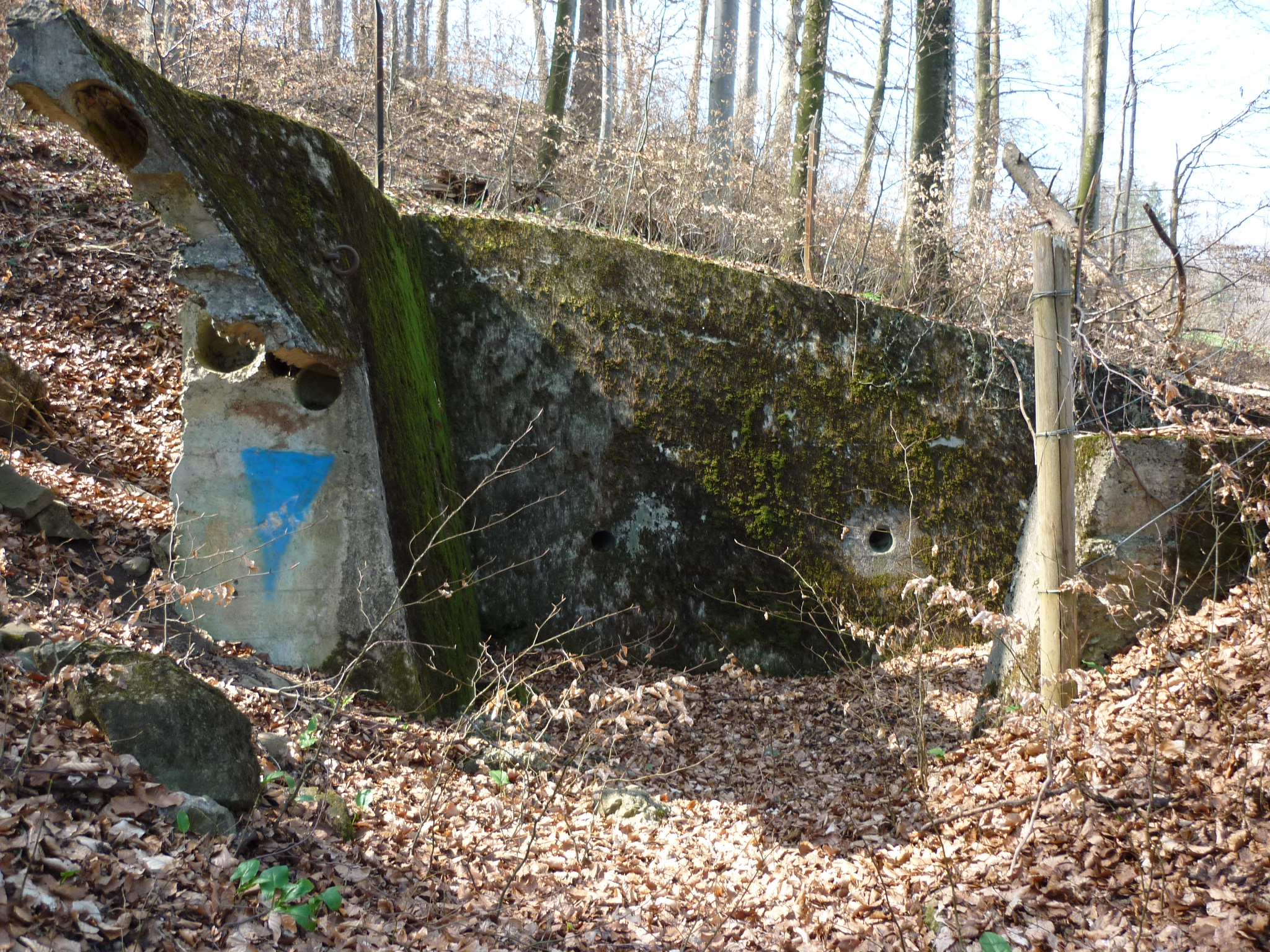
Geschützstand 7.5-cm-Feldgeschütz A 5039 Schürweidholz, Birmensdorf

- Unterstand Laube A 5055 Hofstetterweidweg, Sellenbüren ⊙
- Geschützstand 10.5-cm-Kanone-35 Tiefenau A 5057 Schleestalstrasse, Stallikon (zugeschüttet) ⊙
- Unterstand Frieden A 5058 Schleestalstrasse, Stallikon (zugeschüttet) ⊙
- Unterstand Horn A 5059 Gamlikon ⊙
- Kaverne/Garage «Hallo» A 5060 Bucheneggstrasse, Aumühle	⊙
- Bunker für 8.4-cm-Kanone Tannboden A 5061 Bunkerweg Bonstetten ⊙
- Bunker für 8.4-cm-Kanone Tannboden A 5062 Bunkerweg Bonstetten		⊙
- Unterstand/KP-Anlage Sanitätshilfsstelle A 5063 Luckenholzweg, Affoltern am Albis ⊙
- Unterstand Specht A 5068 Eichholz, Wettswil ⊙
- Unterstand Eulenburg A 5069  Eichholz,Wettswil ⊙
- Unterstand Kibitz A 5070 Ettenbergstrasse ⊙
- Unterstand Uhu A 5079 (zugeschüttet) ⊙
- Unterstand Spatz A 5080 (zugeschüttet) ⊙
- Unterstand Kakadu A 5081 (zugeschüttet) ⊙
- Geschützstand 12-cm-Feldhaubitze A 5082 Strasse Landikon (zugeschüttet) ⊙
- Geschützstand 12-cm-Feldhaubitze A 5084 Landikon Bahndamm (zugeschüttet)⊙
- Artilleriebunker Matteried, Oberlunkhofen AG ⊙
- Artilleriegeschützstände mit Unterständen Hegnau, Bremgarten AG ⊙

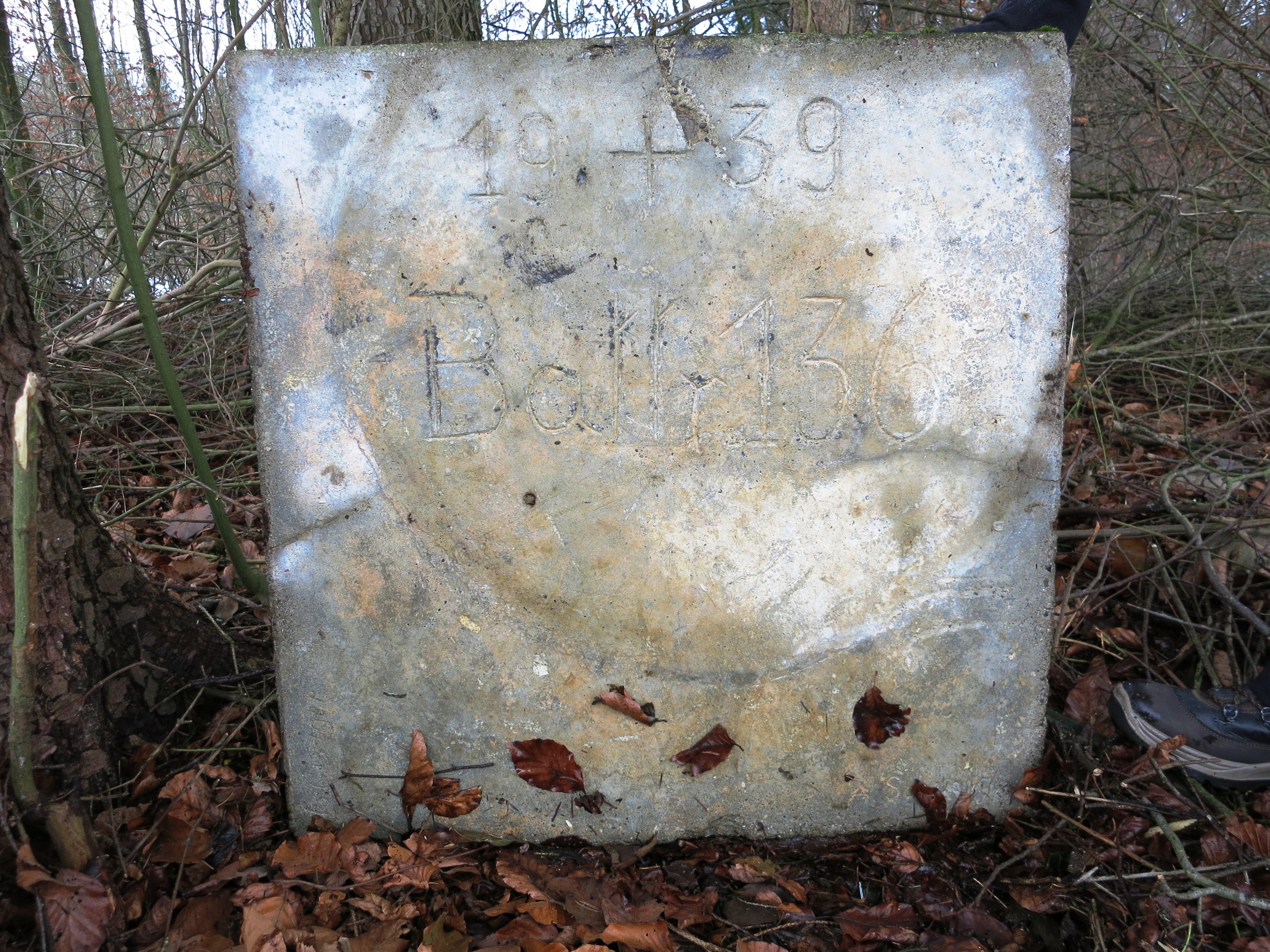
Oberlunkhofen, Artilleriebatterie 136
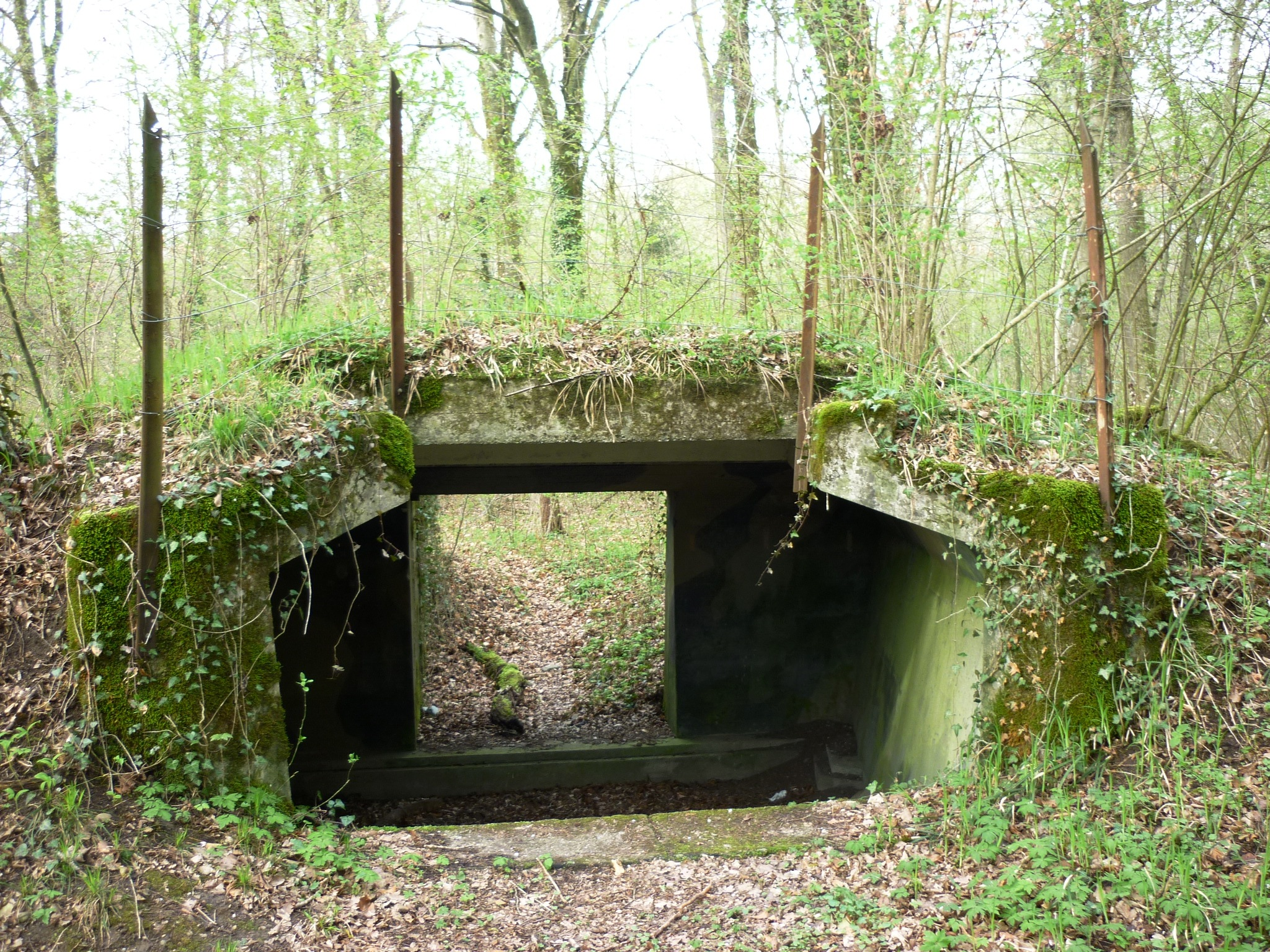
Geschützstand Hegnau für mobile 7,5-cm-Feldkanone oder 12-cm-Feldhaubitze
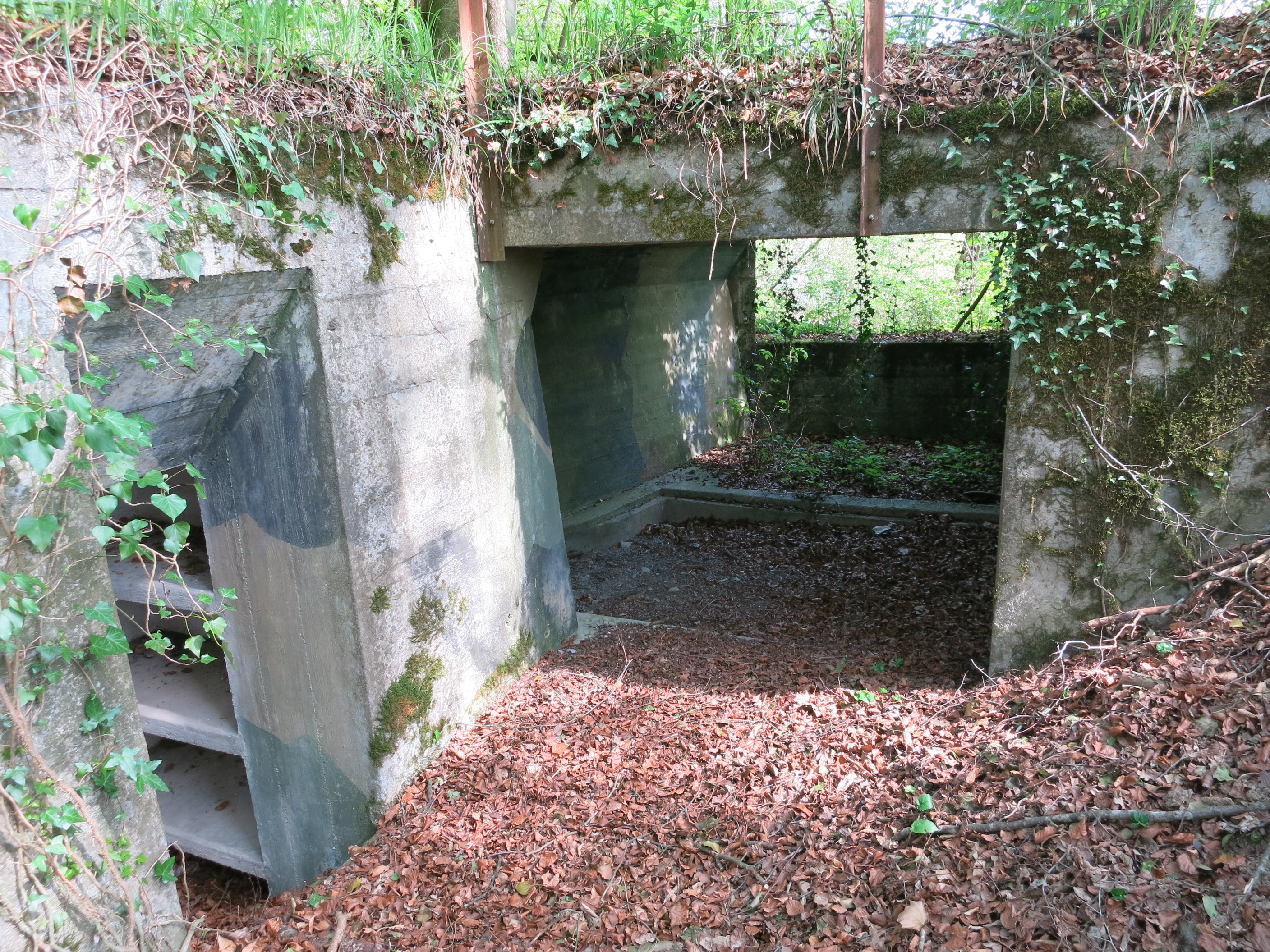
Geschützstand Hegnau A 4183 mit Munitionsablage
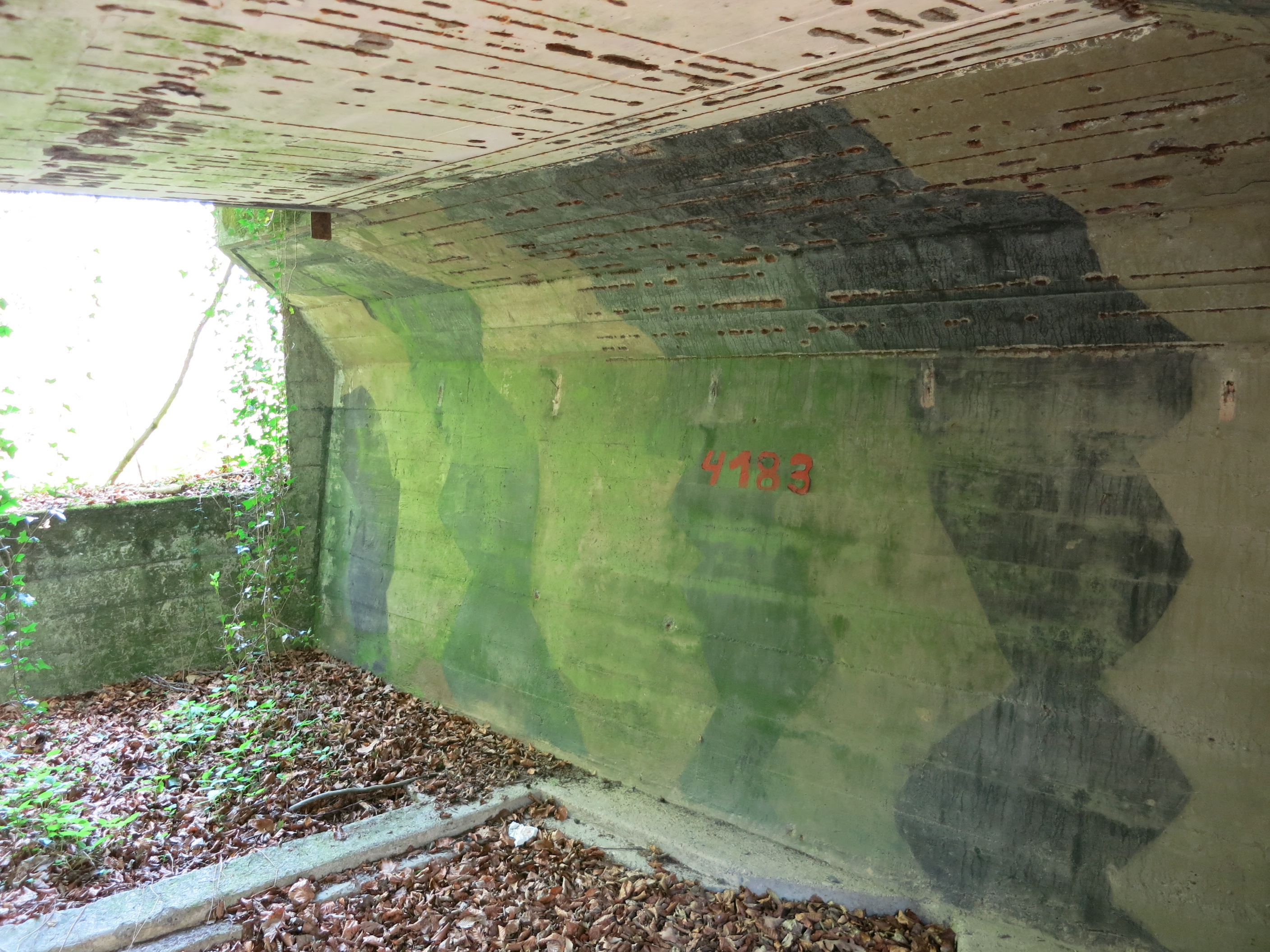
Geschützstand Hegnau A 4183 innen

### Infanteriebunker im Umkreis Waldegg
Die benachbarten Sperrstellen waren im Osten die Festung Uetliberg, im Süden die Sperrstelle Birmensdorf ⊙ und im Westen die Sperrstelle Urdorf, die durch zusätzliche Strassen- und Waldwegbarrikaden im Raum Albisrieden, Uitikon (Ringlikon, Buchhoger) und Birmensdorf ergänzt wurden.
Nach dem Fall Frankreichs Ende Juni 1940 befahl die Armeeleitung die Einstellung fast aller Befestigungsarbeiten, da die Limmatstellung ihre Bedeutung vorerst verloren und der General den Rückzug des Gros der Armee ins Reduit beschlossen hatte.
Im Kalten Krieg gehörte die Sperrstelle zum Einsatzraum der Felddivision 5.

#### Nördlich und westlich Tankgraben Waldegg
- Kleinunterstand Steiss Lyrenweg A 4907 ⊙
- Kleinunterstand Bach – Friedhof A 4908 ⊙
- Kleinunterstand Blick – Im Gubel A 4909 ⊙
- Kleinunterstand Bruch - Emmet (Ämet) A 4910 ⊙
- Kleinunterstand Platte, Waldegg 1 A 4911 ⊙
- Kleinunterstand Grenze, Waldegg 2 A 4912 ⊙
- Kleinunterstand Glatze, Buchhoger 1 A 4913 ⊙
- Kleinunterstand Sumpf, Buchhoger 2 4914 ⊙
- Halbzugsunterstand und Kommandoposten «Tannen», KP F Art Abt 18, Buchhoger 3, A 4915 ⊙
- Kleinunterstand Rohr - Buchhoger A 4916		⊙
- Zugsunterstand Treppe, Buchhoger A 4917		⊙
- Kaverne und KP-Anlage «Hals» A 4929 Chapf ⊙
- Kaverne Sanitätshilfsstelle «Trotzdem» A 4930: Eingang West Chapf, als Kriegsspital geplant, ab 1940 (Reduit) als Kriegszeughaus verwendet	⊙
- Kaverne «Charlotte-Rudolf» A 4931: Eingang Ost Chapf, Kommandoposten, Telefonzentrale, Unterstand für 60 Mann ⊙
- Mannschaftsunterstand Kaverne «Waldrand» A 4934: Sandloch 1, Kommandoposten F Art Abt 17 ⊙
- Mannschaftsunterstand Kaverne «Unterbruch Waldrand» A 4935: Eingang Süd Sandloch, 100 Meter Stollen ⊙
- Mannschaftsunterstand Kaverne «Reserve Waldrand» A 4936: Eingang Nord Sandloch ⊙

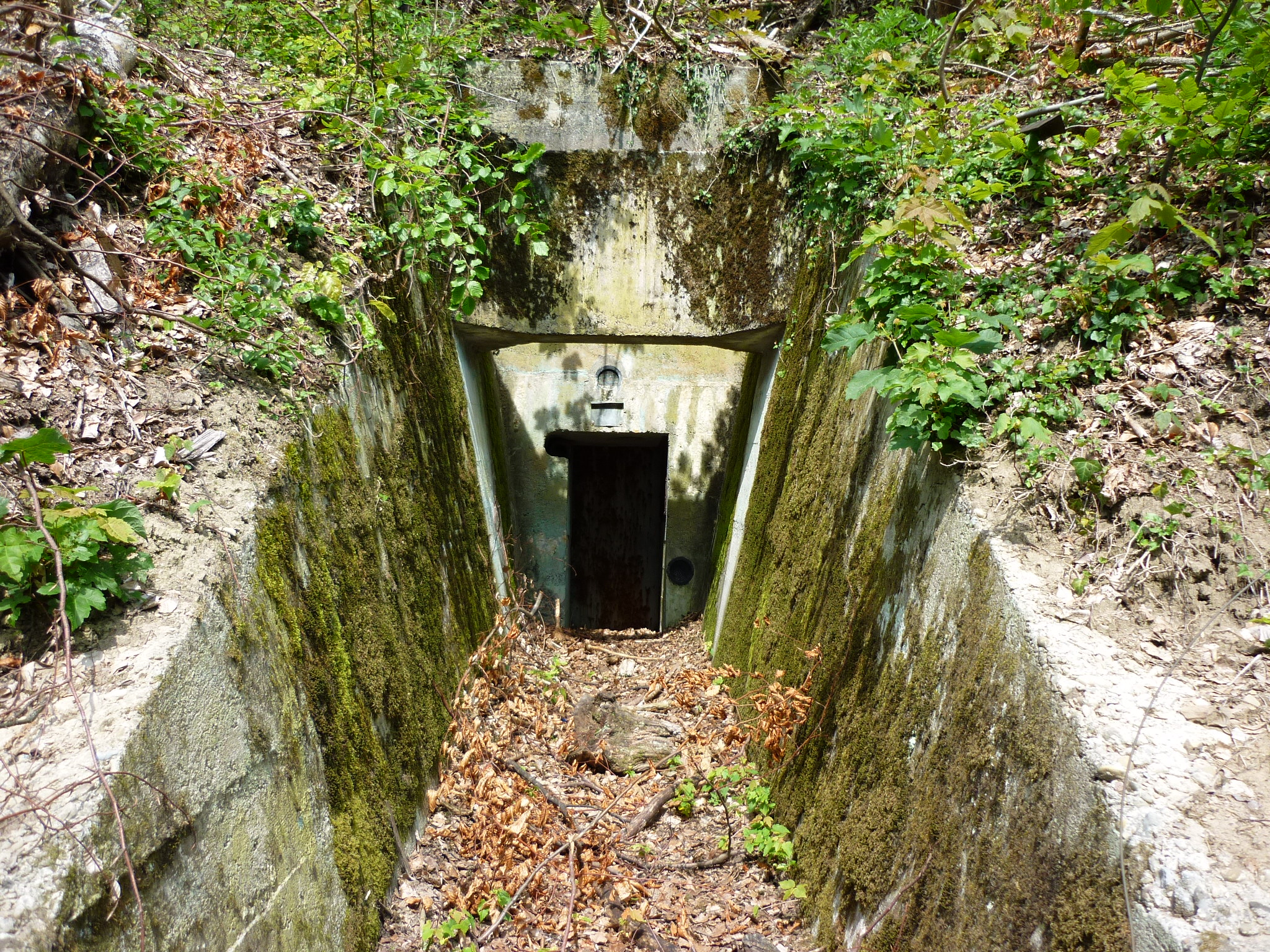
Halbzugsunterstand, KP Tannen A 4915
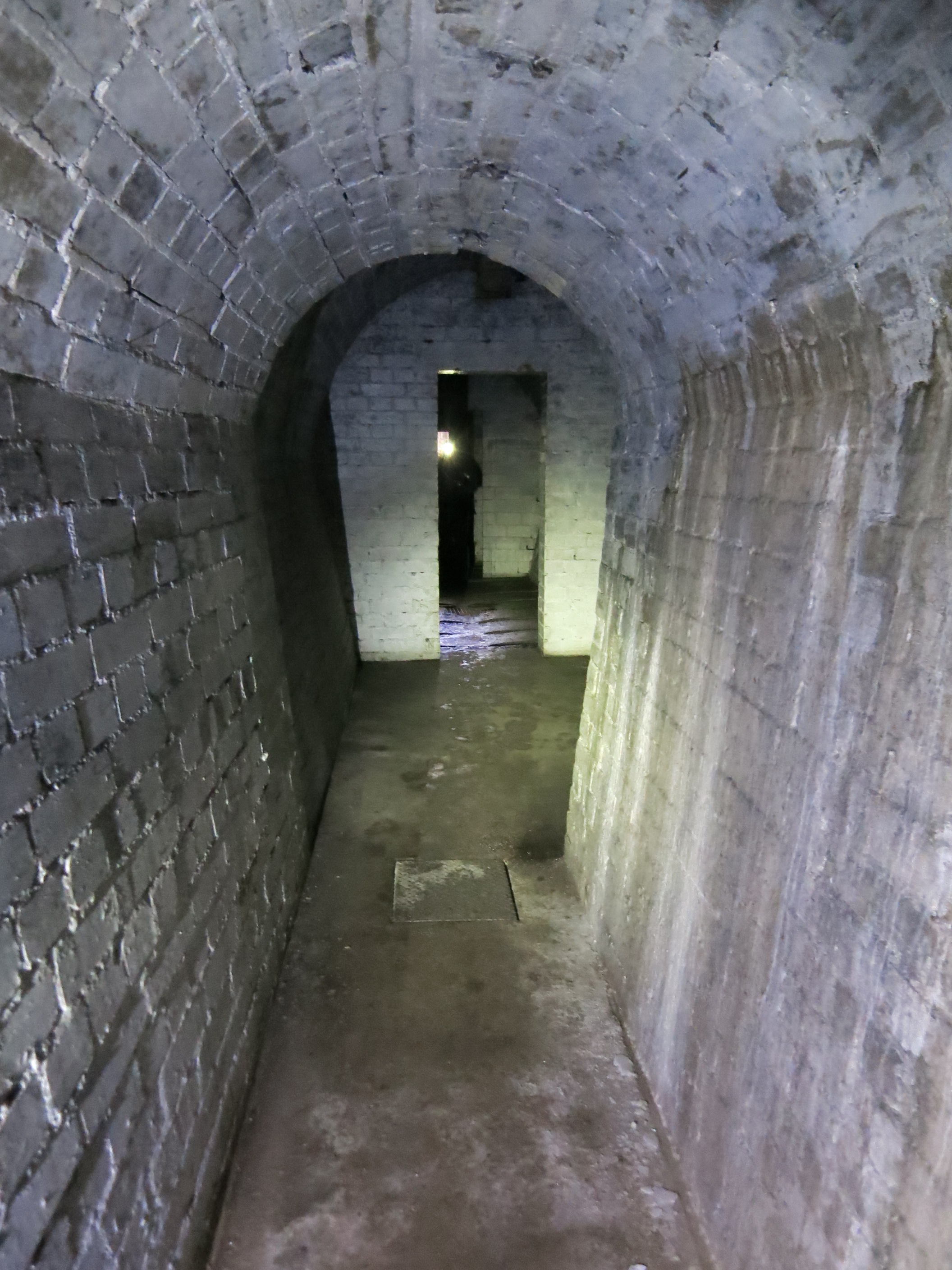
Halbzugsunterstand, KP Tannen A 4915
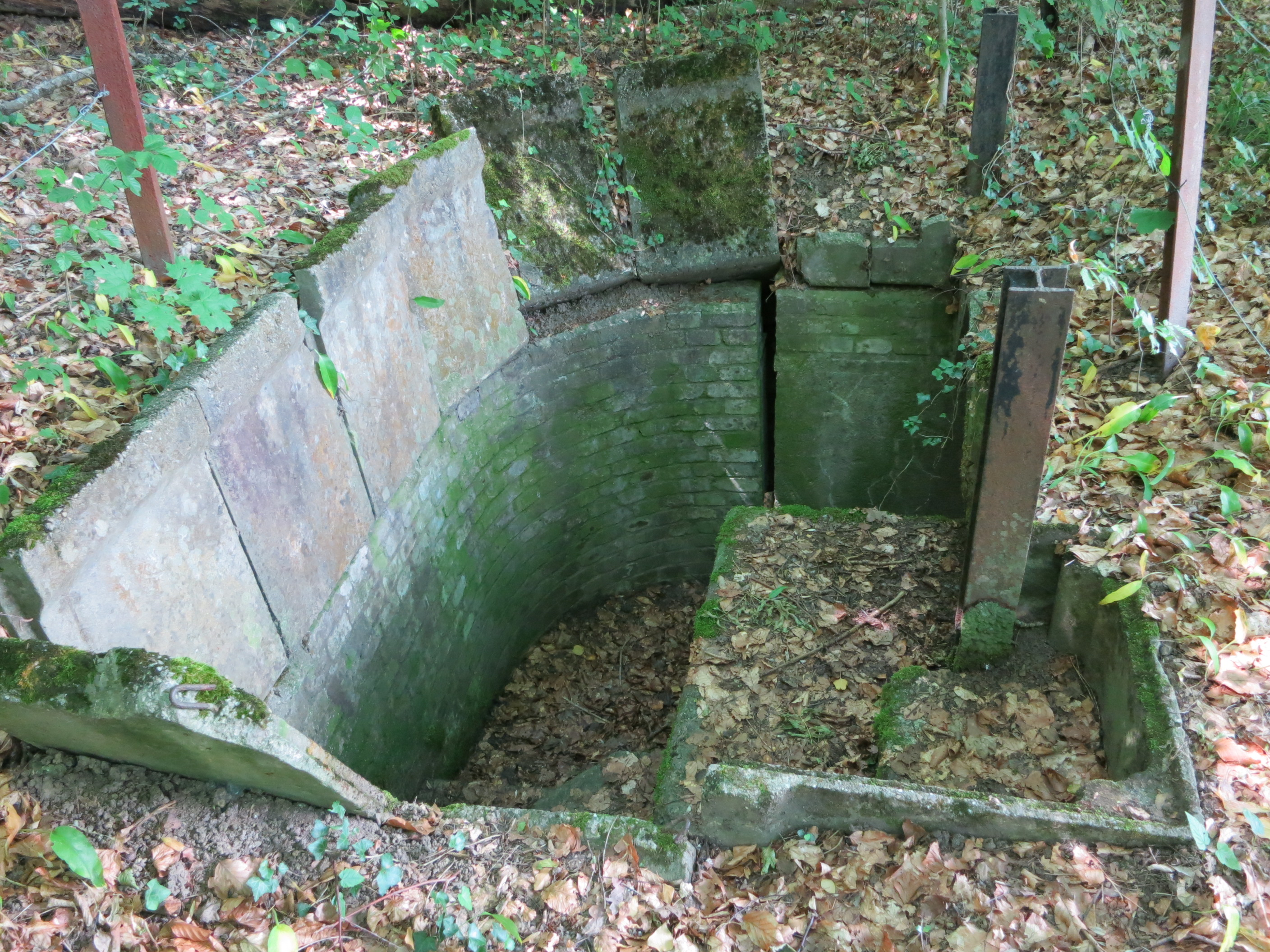
Steiss A 4907, Altstetten
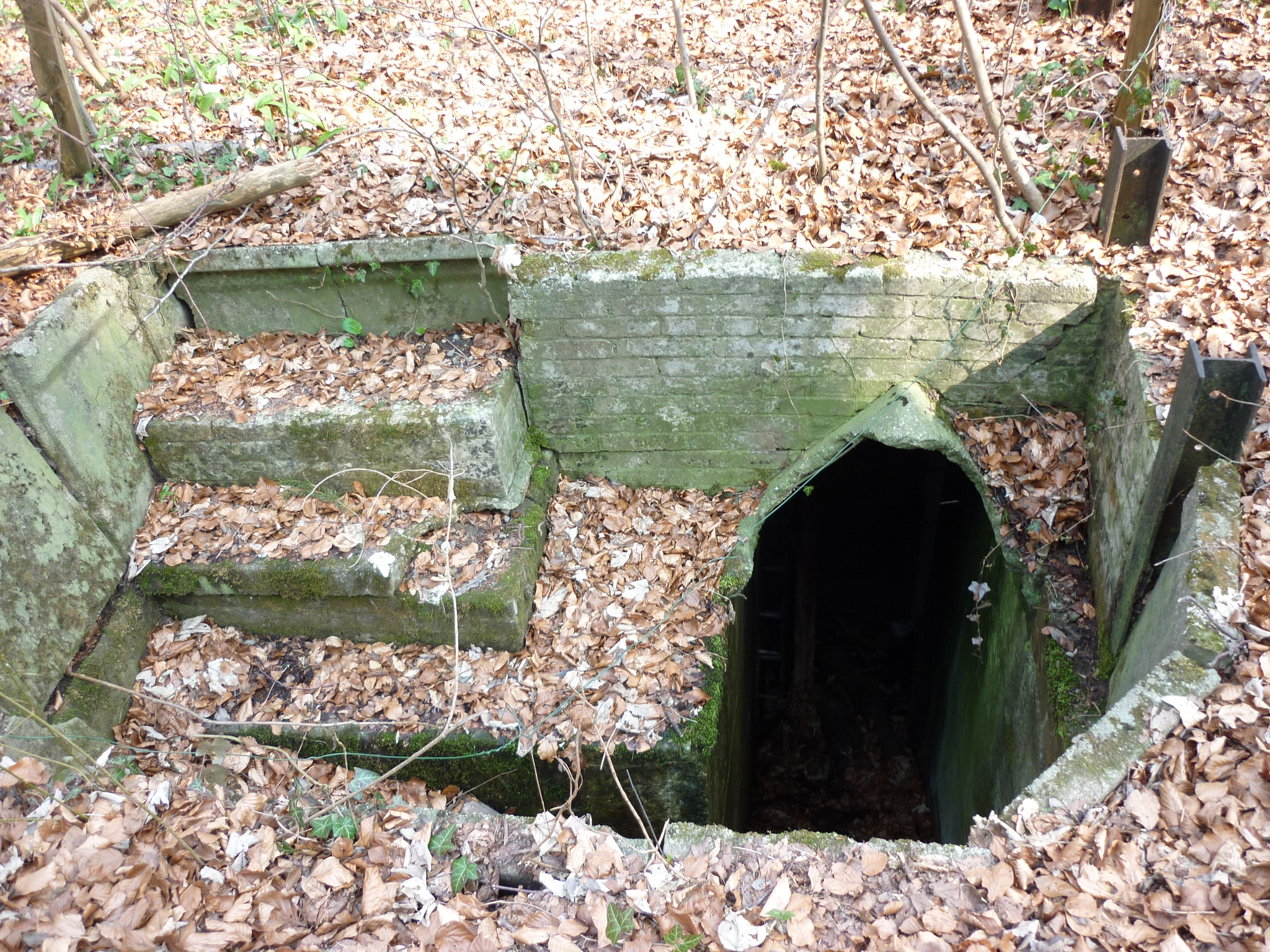
Blick A 4909, Albisrieden
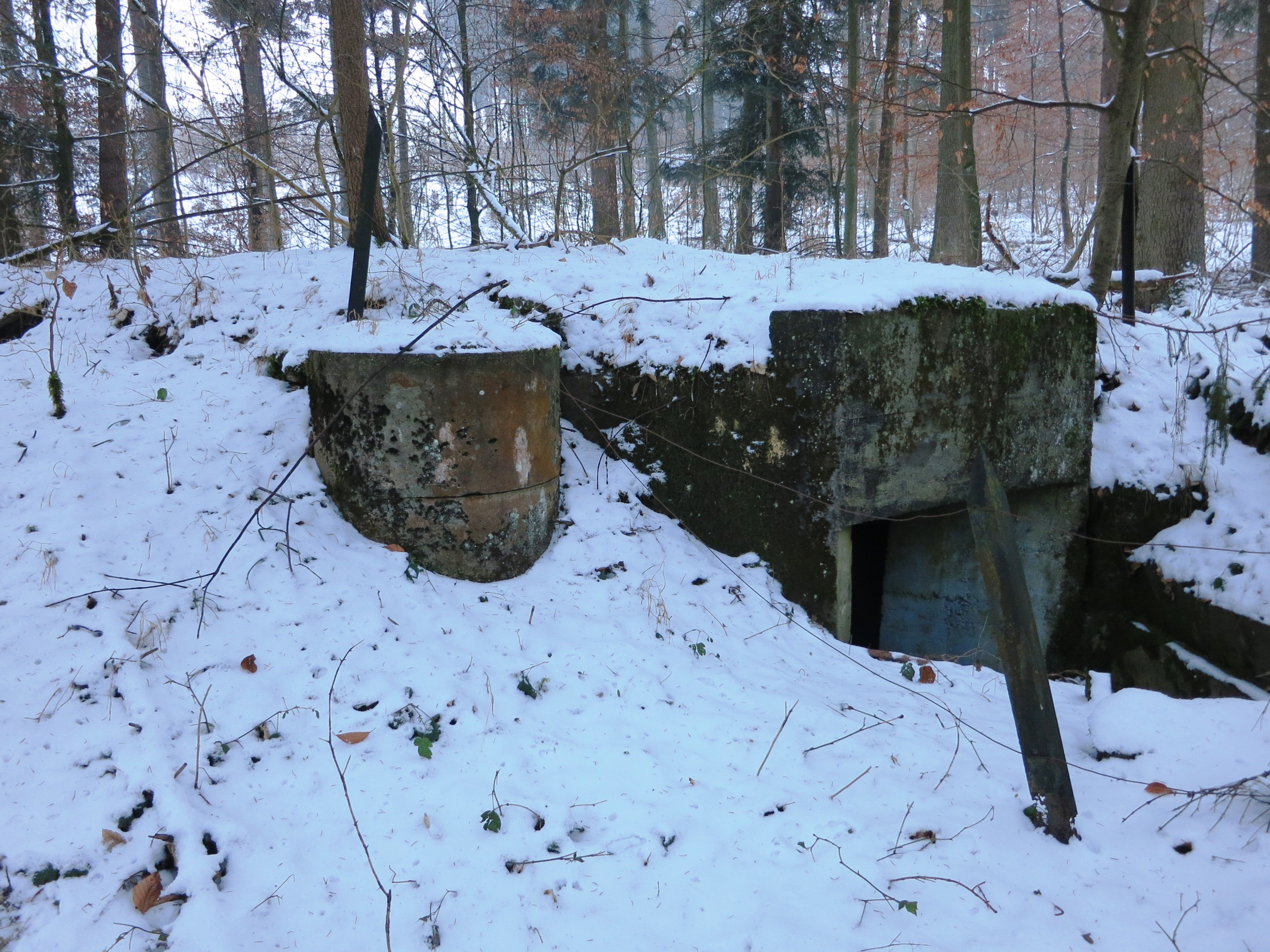
Sumpf A 4914, Buchhoger

- Geländepanzerhindernis Birmensdorferstrasse unten T 2507 ⊙
- Panzerbarrikade Birmensdorferstrasse unten T 2507.01 ⊙
- Panzerbarrikade Uetlibergbahn unten T 2507.02	⊙
- Panzerbarrikade Buchrainweg unten T 2507.03 ⊙
- Barrikadendepot Lärchenweg ⊙
- Barrikadendepots Tannenweg ⊙
- Sprengobjektdepot Herrligmoos-Lärchenweg Buchhoger B 1681 ⊙
- Geländepanzerhindernis Tankgraben Birmensdorferstrasse Feldermoos Waldegg T 2510 ⊙
- Geländepanzerhindernis Pulverhausstrasse T 2512 ⊙
- Tankbarrikade Strasse Pulverhausstrasse T 2512.01 ⊙

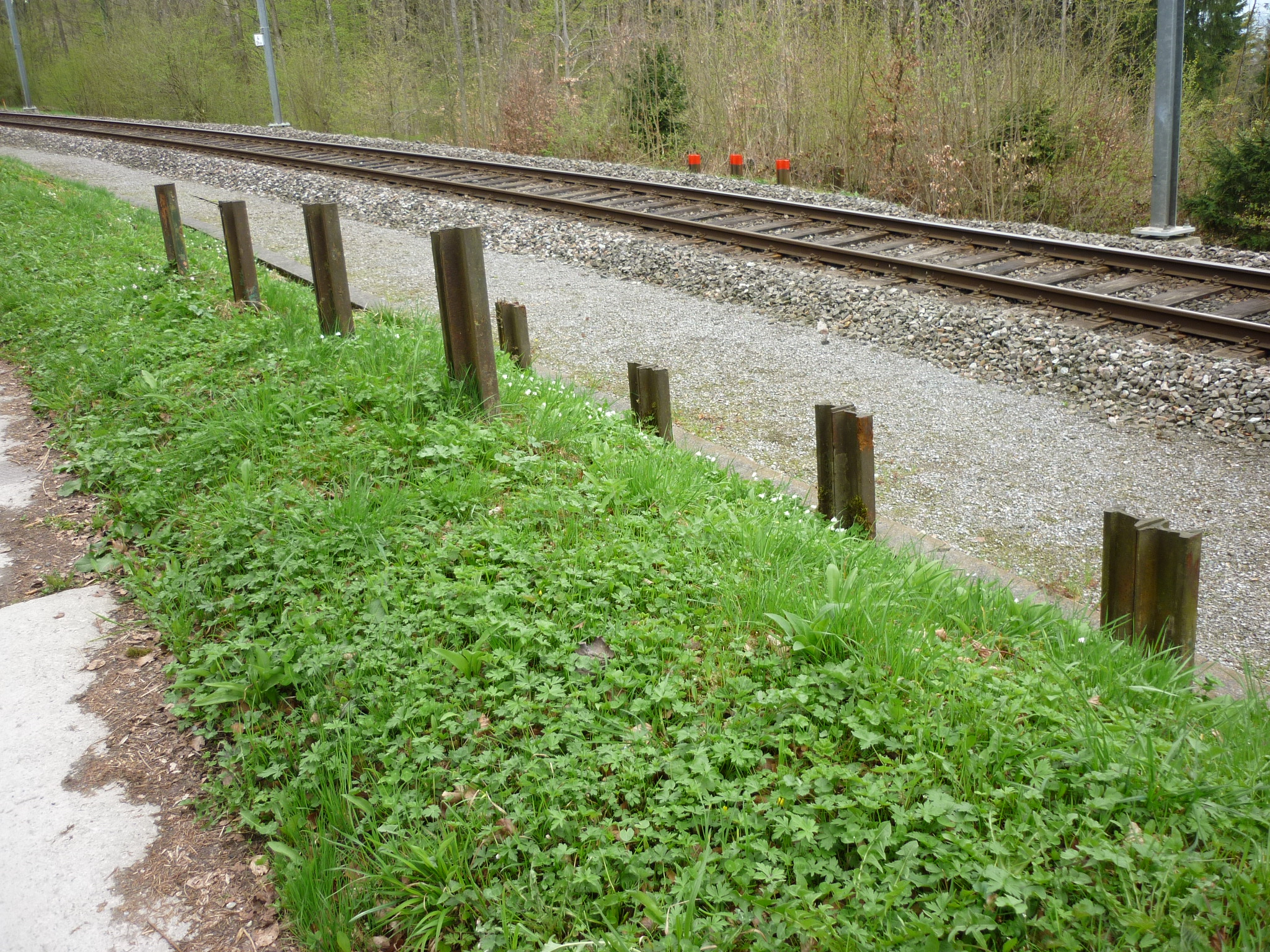
Panzerbarrikade Uetlibergbahn T 2507.02
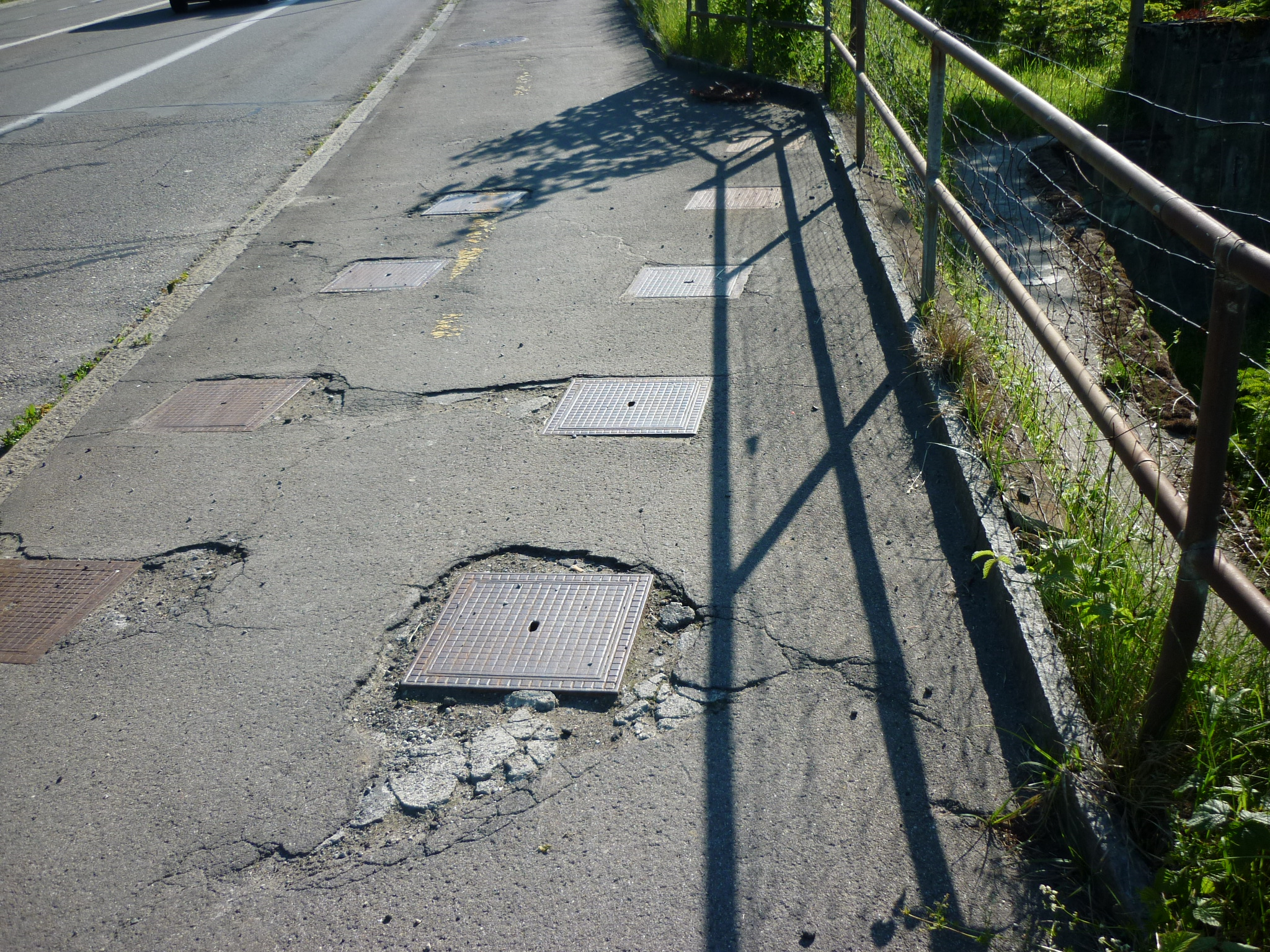
Panzerbarrikade Waldegg T 2510.01
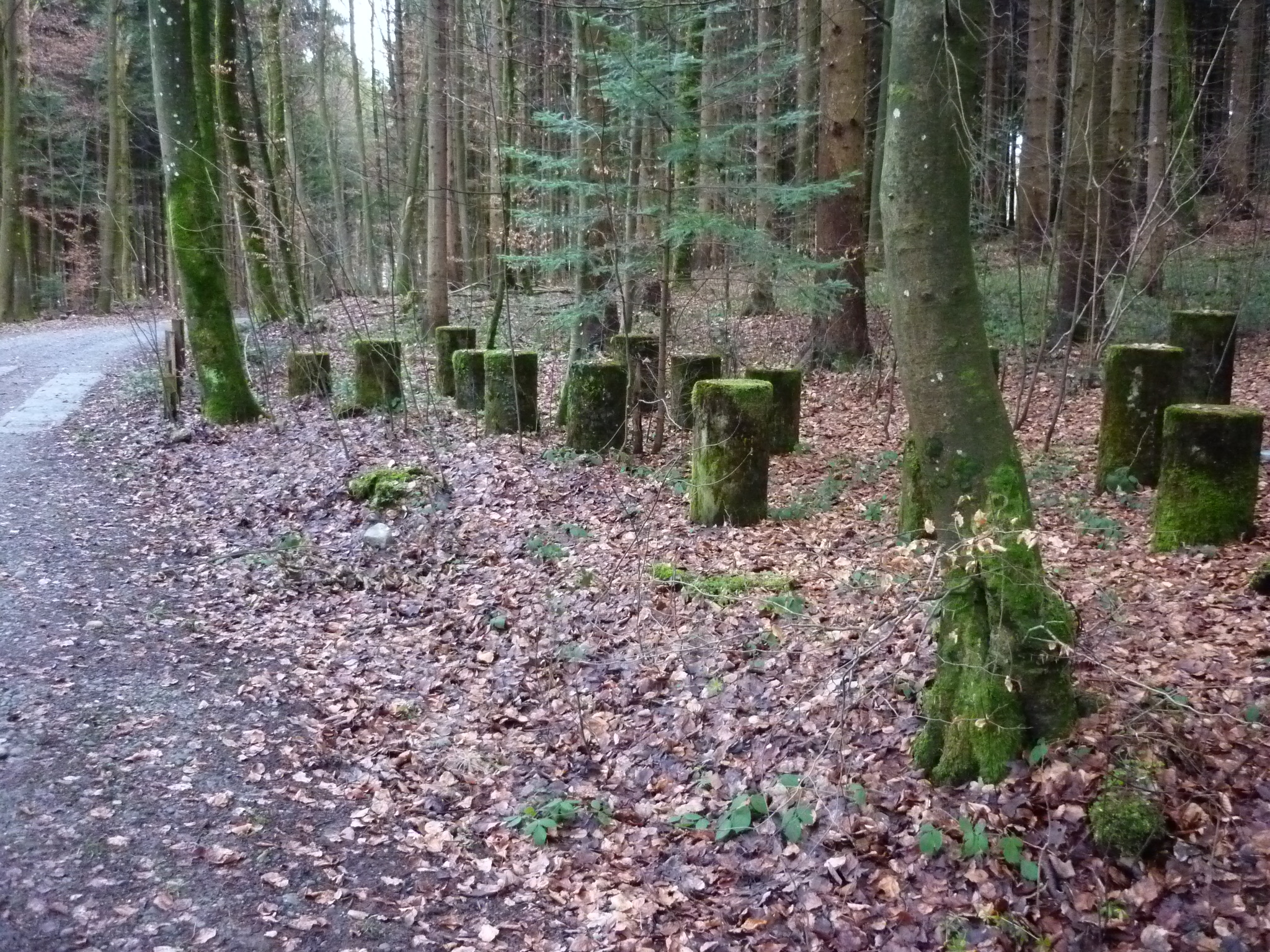
GPH Pulverhausstrasse T 2512
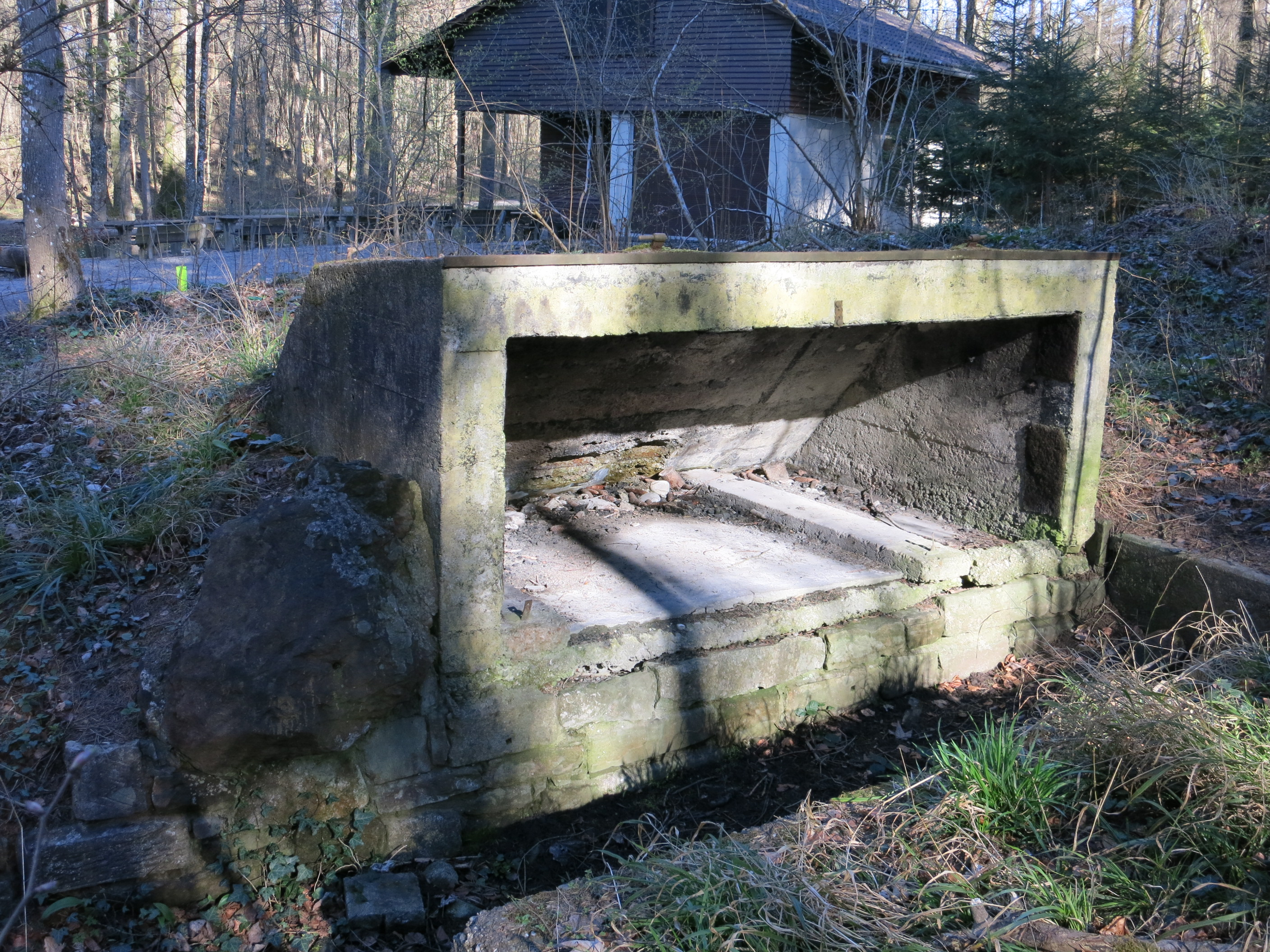
Barrikadendepot Lärchenweg

#### Östlich Tankgraben Waldegg
- Kleinunterstand Gebiet Hohenstein Feld – Waldegg A 4946 ⊙
- Kleinunterstand Süsi Hohenstein 13 A 4947 ⊙
- Kleinunterstand Berli Hohenstein 15 A 4948 ⊙
- Kleinunterstand Emma Hohenstein 14 A 4949 ⊙
- Kleinunterstand Walter / Helene Hohenstein 17 / 18 A 4950 ⊙
- Kleinunterstand Knall Hohenstein 19 4951 ⊙
- ASU 05 F 20046: Hohensteinstrasse, Waldegg ⊙

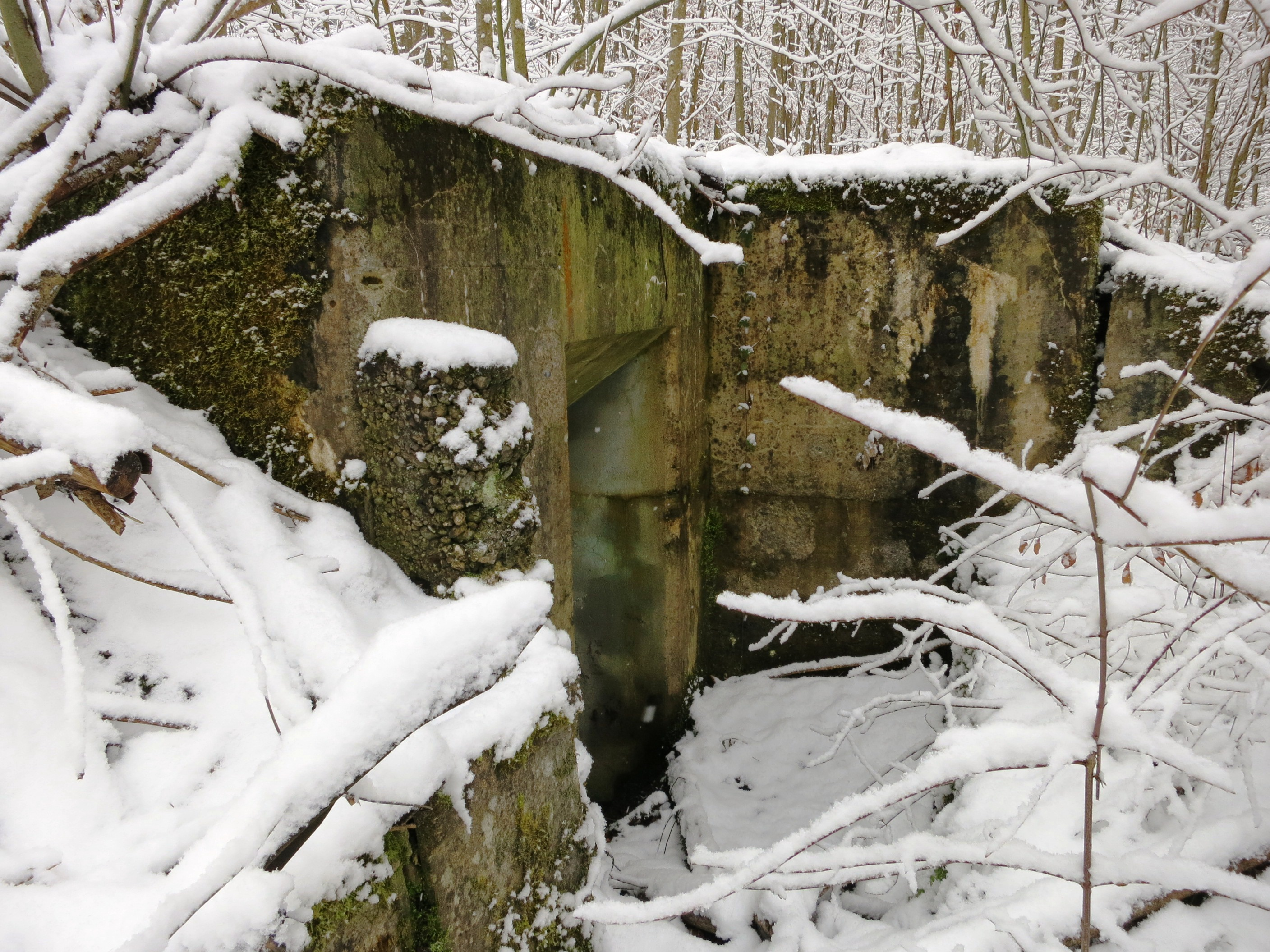
Feld A 4946
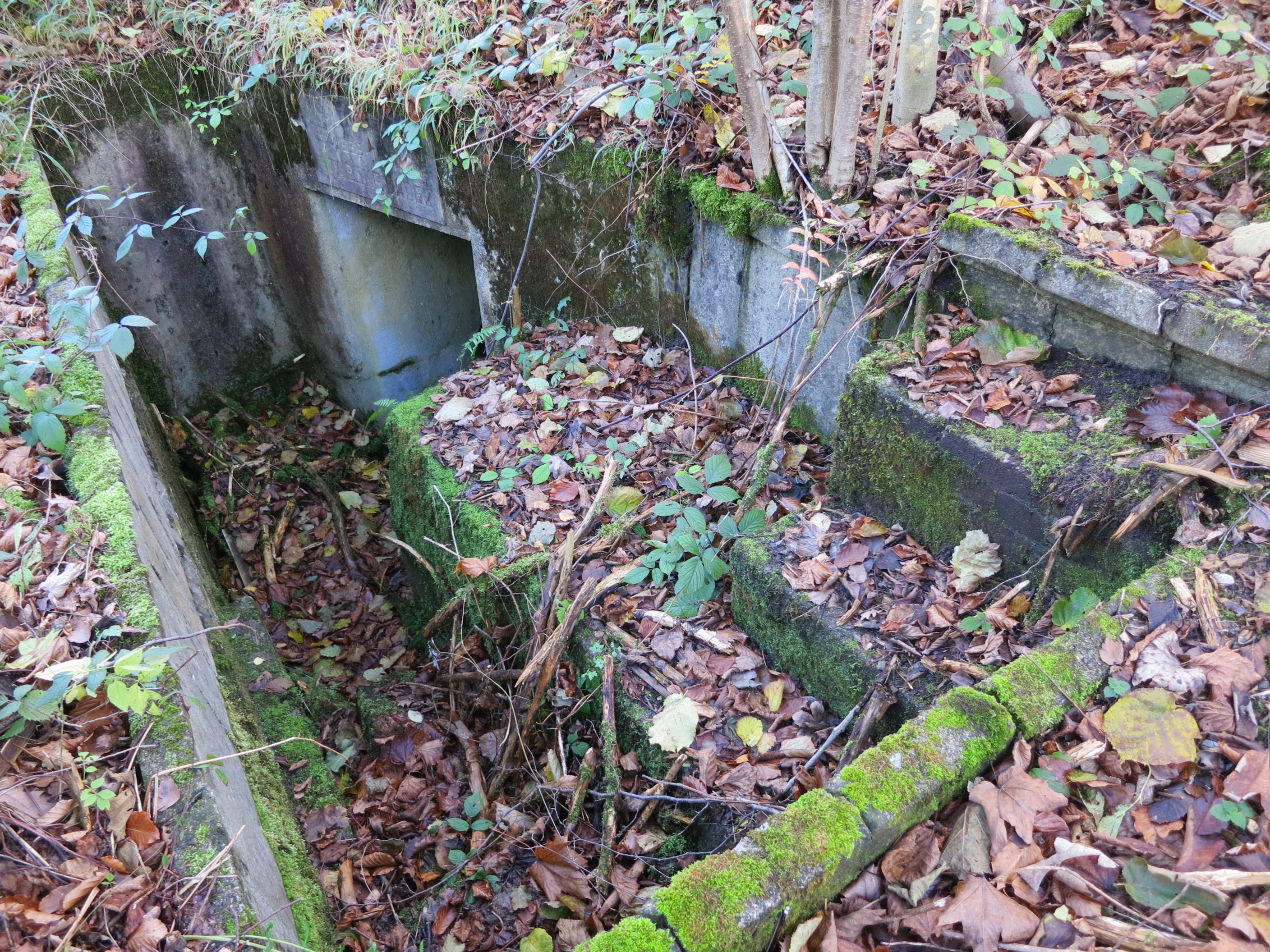
Süsi A 4947
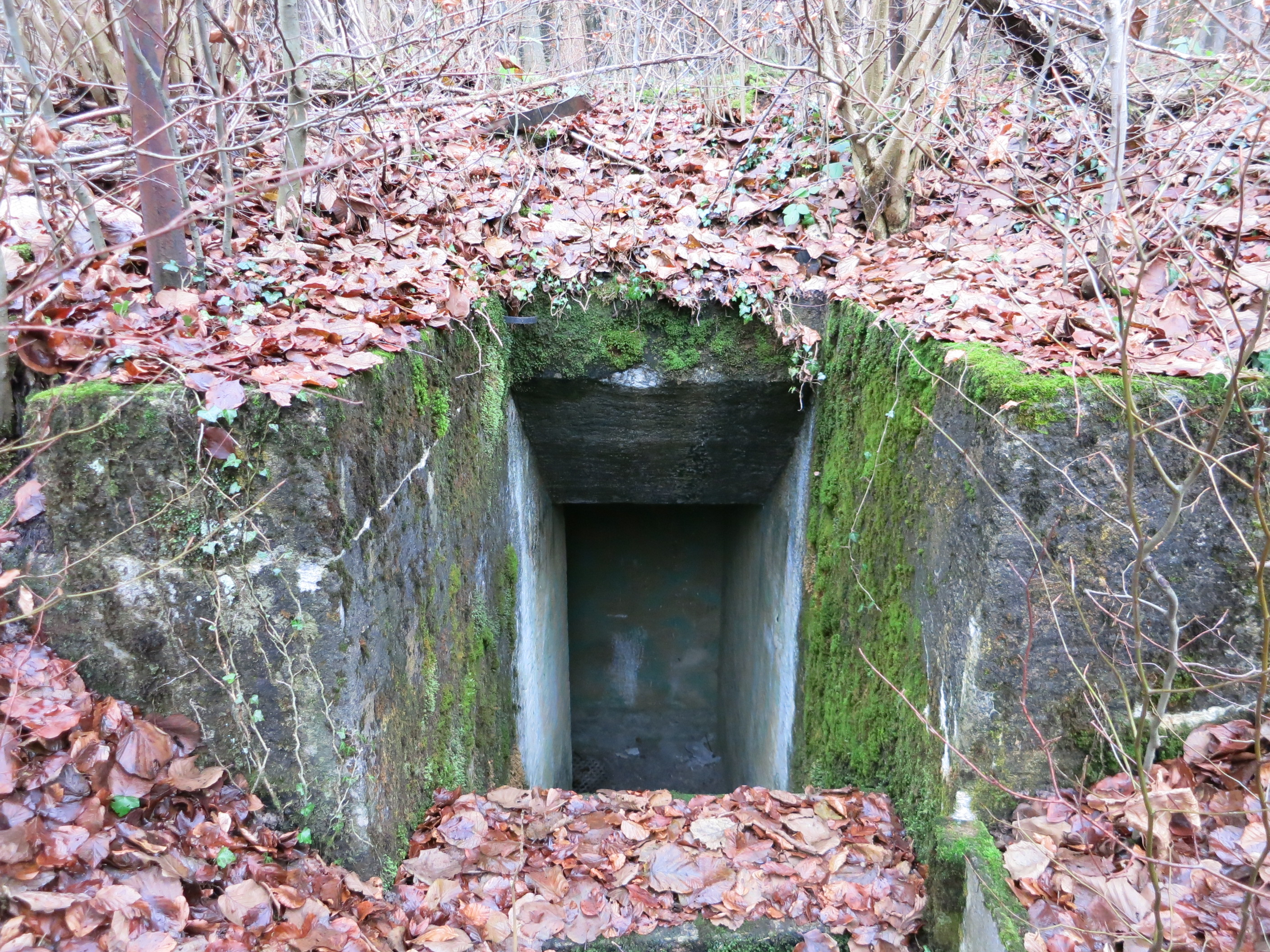
Telefonzentrale Helene A 4950
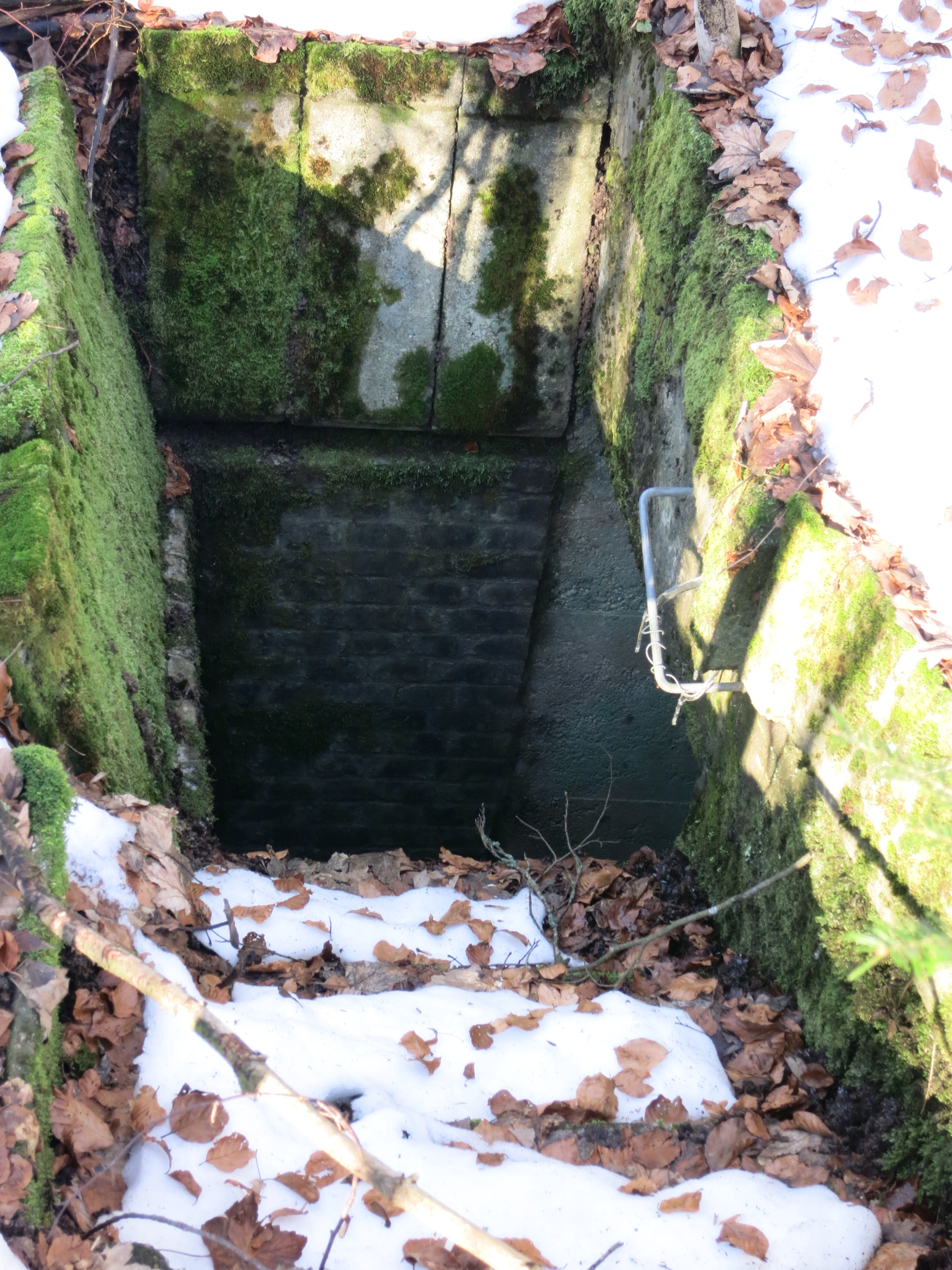
Knall A 4951

## Militärhistorische Gesellschaft des Kantons Zürich
Die zehn grösseren Anlagen wurden von der Militärhistorischen Gesellschaft des Kantons Zürich erworben, um sie zu erhalten und der Öffentlichkeit für Besichtigungen zugänglich zu machen.